# Rendsburg
Die Stadt Rendsburg (dänisch und niederdeutsch Rendsborg, auch Rensborg) liegt in der Mitte Schleswig-Holsteins am Nord-Ostsee-Kanal und am historischen Ochsenweg. Sie verbindet die beiden Landesteile Schleswig und Holstein, wobei die Altstadt historisch auf einem Werder des Grenzflusses Eider liegt und zu Holstein zählt. Die Mittelstadt ist stark durch ihre historische Funktion als südliche Grenzfeste des dänischen Reiches und ehemalige Garnisonstadt geprägt. Heute ist sie Sitz der Kreisverwaltung des Kreises Rendsburg-Eckernförde.

## Geografie

### Lage

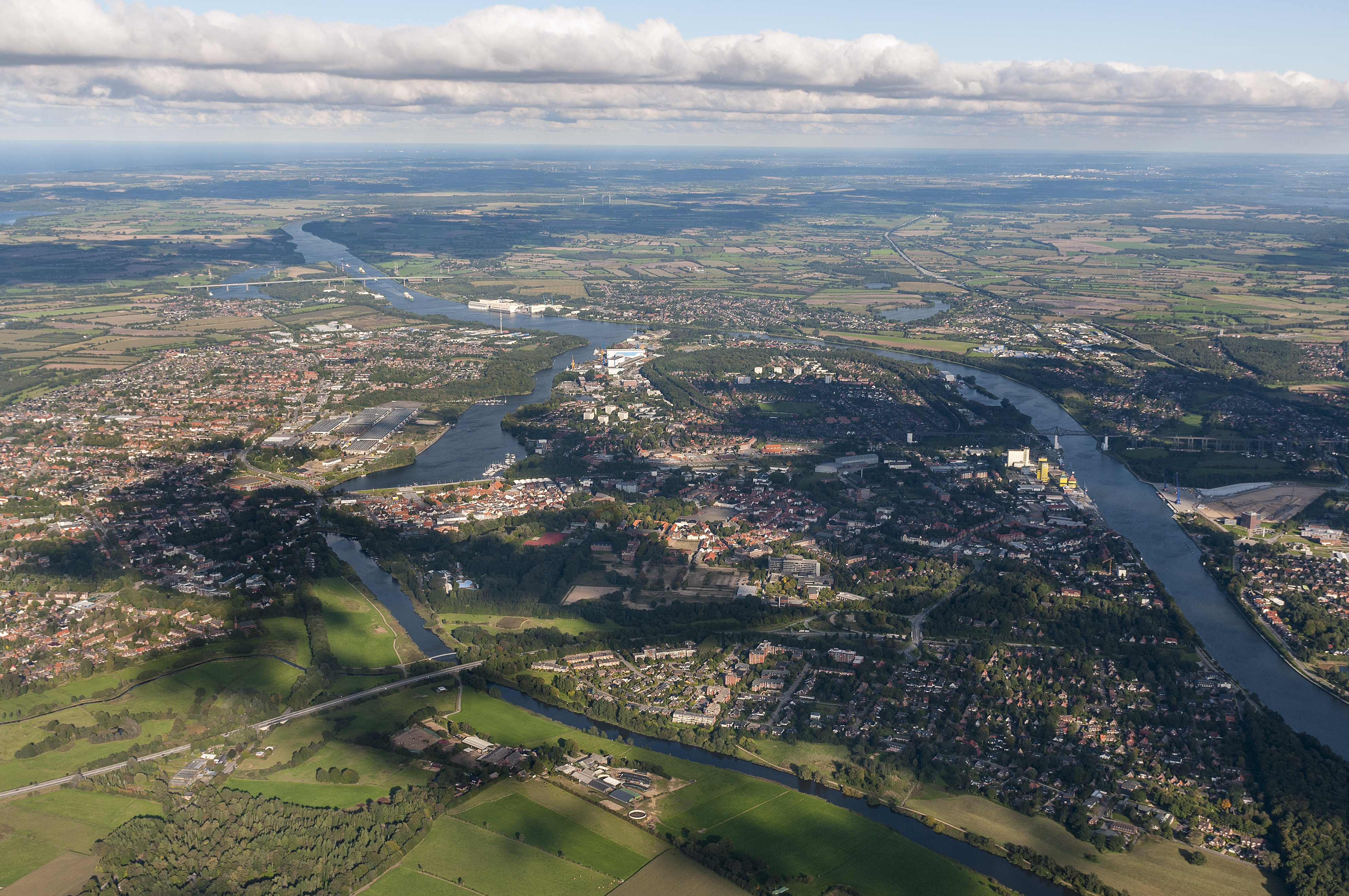
Luftaufnahme von Rendsburg mit Blick nach Osten. Die zentralen Stadtteile liegen zwischen dem Nord-Ostsee-Kanal (rechts im Bild) und der Eider. Rechts ist die Rendsburger Hochbrücke zu erkennen.

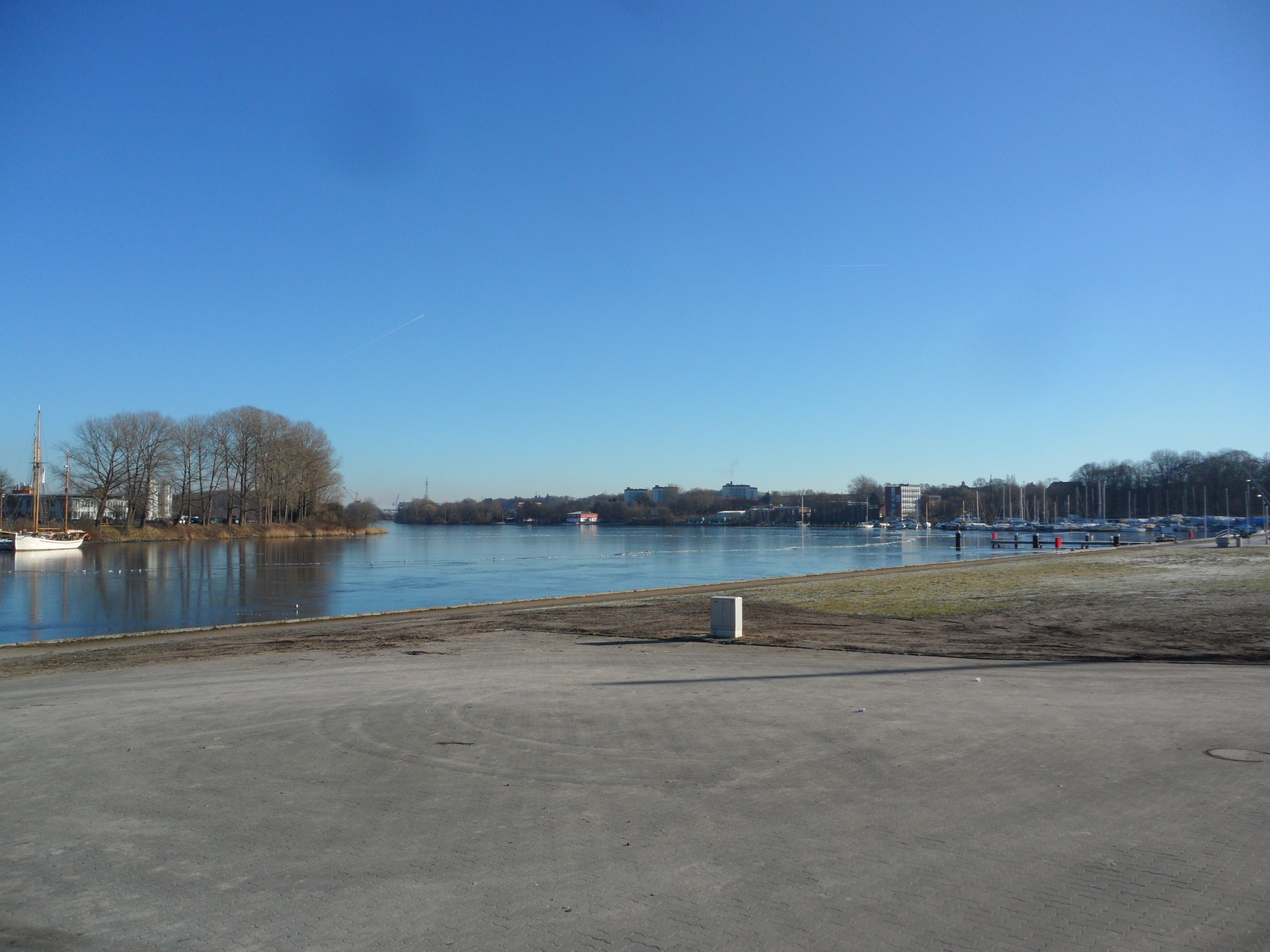
Obereiderhafen

Rendsburg liegt geographisch auf dem Scheitelrücken der Schleswig-Holsteinischen Geest, auf dessen Erhebung der historische Heerweg bzw. Ochsenweg vom dänischen Jütland im Norden nach Sachsen im Süden führte.
Bis zum Bau des Kanals prägte die Eider das Stadtbild von Rendsburg und der Umgebung. So entstand die Altstadt ursprünglich auf einer Eiderinsel. Seit 1895 verlässt der Fluss beim Audorfer See den Kanal, in den die Obereider kurz zuvor beim
Flemhuder See mündet. Der Arm, der zum Kanalgewässer gehört, endet am neu errichteten Obereiderhafen. Der Untereiderarm, von der Obereider getrennt durch den Thormannplatz, beginnt weiter im Westen der Stadt. Durch Zuflüsse von Auen fließt die Untereider von Rendsburg südwestwärts in Richtung Tönning. Der Fluss ist im Prinzenmoor durch den Gieselaukanal nochmals mit dem Nord-Ostsee-Kanal verbunden. Südlich der Altstadt liegt der Rendsburger Stadtsee, ein ehemaliger Eiderarm.
Heute dehnt sich das Siedlungsgebiet der Stadt Rendsburg zu beiden Seiten des Nord-Ostsee-Kanals aus, der größte Teil der Stadt befindet sich auf der nördlichen Kanalseite. Seit 1913 überquert die Eisenbahn den Kanal auf der Rendsburger Hochbrücke, die als Wahrzeichen von Rendsburg gilt. Die Hochbrücke trägt auch eine angehängte Schwebefähre für Fußgänger und Fahrzeuge, die von 2016 bis 2022 nach einer schweren Kollision außer Betrieb war. Neben den Fährverbindungen unterquert bei Rendsburg ein Straßentunnel (Bauzeit 1957 bis 1961) und ein 1965 fertiggestellter Tunnel für Fußgänger und Radfahrer den Kanal.
Durch Rendsburg führt die im Mai 2004 eröffnete Deutsche Fährstraße, welche zwischen Bremervörde und Kiel rund 50 verschiedene Fähren, Brücken, Schleusen, Sperrwerke und maritime Museen verbindet.

### Umland und Nachbarorte
Das Rendsburger Umland ist durch eine typische Geestlandschaft geprägt, die im Westen immer mehr in eine Marschlandschaft übergeht. Ebenfalls prägen die alten Überflutungsgebiete der Eider das Landschaftsbild. Im Osten der Stadt beginnt mit den Hüttener Bergen ein durch wellige Ablagerungen der letzten Eiszeit geprägtes Endmoränengebiet. In unmittelbarer Nähe der Stadt befinden sich die Naturparks Hüttener Berge (10 km), Westensee (20 km) und Aukrug (30 km).
Nachbargemeinden Rendsburgs sind (im Uhrzeigersinn, im Norden beginnend): Alt Duvenstedt, Rickert, Büdelsdorf, Schacht-Audorf, Osterrönfeld, Westerrönfeld, Nübbel und Fockbek. Die nächsten größeren Städte sind Kiel 32 km östlich, Schleswig 32 km nördlich, Flensburg 65 km nördlich, Husum (Westküste) 58 km nordwestlich, Eckernförde (Ostküste) 25 km nordöstlich, Neumünster etwa 45 km und Lübeck 94 km südöstlich sowie Hamburg 103 km südlich.

### Stadtgliederung
Die Stadt Rendsburg ist in 29 Stadtteile gegliedert.
Folgende Stadtteile liegen nördlich der Eider und westlich von Büdelsdorf:
- 01 Rendsburg Nord
- 02 Kronwerker Moor
- 03 Rendsburg West
- 04 Rendsburg Nord West
- 05 Duten
- 06 Mastbrook
- 07 Suhmsheide
- 08 Seemühlen
- 09 Rotenhof
- 10 Kronwerk-Nord
- 11 Rendsburg Südwest
- 12 Mühlenau-Margarethenhof
- 29 Kronwerk-Süd

Die folgenden Stadtteile liegen zwischen Eider und Nord-Ostsee-Kanal:
- 13 Altstadt (bildete früher eine Insel in der Eider)
- 14 Neuwerk
- 15 Parksiedlung
- 16 Königskoppel
- 17 Nobiskrug
- 18 Schleife
- 19 Hochfeld
- 20 Kanalgebiet-Ost
- 21 Neuwerk Süd
- 22 Kreishafen
- 23 Kanalgebiet West
- 24 Hoheluft
- 25 Nübbeler Utkiek

Die folgenden Stadtteile liegen südlich des Nord-Ostsee-Kanals und südwestlich von Osterrönfeld:
- 26 Rendsburg-Süd
- 27 Marienhöh
- 28 Stadtmoor

## Geschichte

### Ursprünge und mittelalterliche bis frühneuzeitliche Stadtentwicklung (5.–16. Jh.)

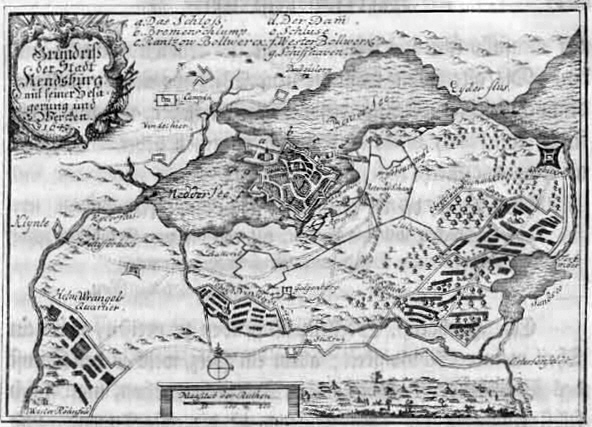
Auf einer Zeichnung aus dem Jahr 1756 von Johann Friedrich Camerer ist die Lage der Rendsburger Altstadt auf einer Insel inmitten der Eider noch deutlich erkennbar

Die Ursprünge Rendsburgs sind eng mit der geografischen Insellage am Kreuzungspunkt zweier historischer Verbindungsachsen verknüpft. Wie der dänische Historiker Saxo Grammaticus berichtete, soll dort auf der Eiderinsel einst im 5. Jh. der sagenhafte König der Angeln Offa den König der Sachsen besiegt haben. Historisch gesichert ist ein während der Herrschaft des dänischen Königs Hemming auf das Jahr 811 datiertes Treffen zwischen zwölf Franken und Dänen auf der Eiderinsel, bei dem die Eider erstmals als Grenzfluss zwischen dem fränkischen und dänischen Reich fixiert worden ist. Vermutlich erst knapp drei Jahrhunderte später, um 1100, legte der dänische Jarl Björn, ein Sohn von Sven Estridsson, eine erste Festung auf der Eiderinsel an: Die Reinholdsburg sollte aus strategischen Gründen den Eiderübergang sichern.
Die eigentliche Siedlung Rendsburg wurde um 1150 gegründet und 1199 als Reinoldesburch erstmals schriftlich in der Chronica Slavorum des Arnold von Lübeck erwähnt. Da der Siedlungskern auf einer Insel im Grenzfluss Eider angelegt war, wurde über die Zuordnung zum Herzogtum Schleswig (vgl. Fræzlæt) oder zum Herzogtum Holstein oft gestritten. Um 1200 baute Graf Adolf die zwischenzeitlich verfallene Burg wieder auf. Im Jahr 1250 erklärte ein adeliges Schiedsgericht von „zwölf ritterbürtigen Männern“ die Zugehörigkeit der Stadt zu Holstein. 1460 wurde Rendsburg in den Herrschaftsbereich Dänemarks unter König Christian I., Herzog von Schleswig und Graf von Holstein, eingegliedert.

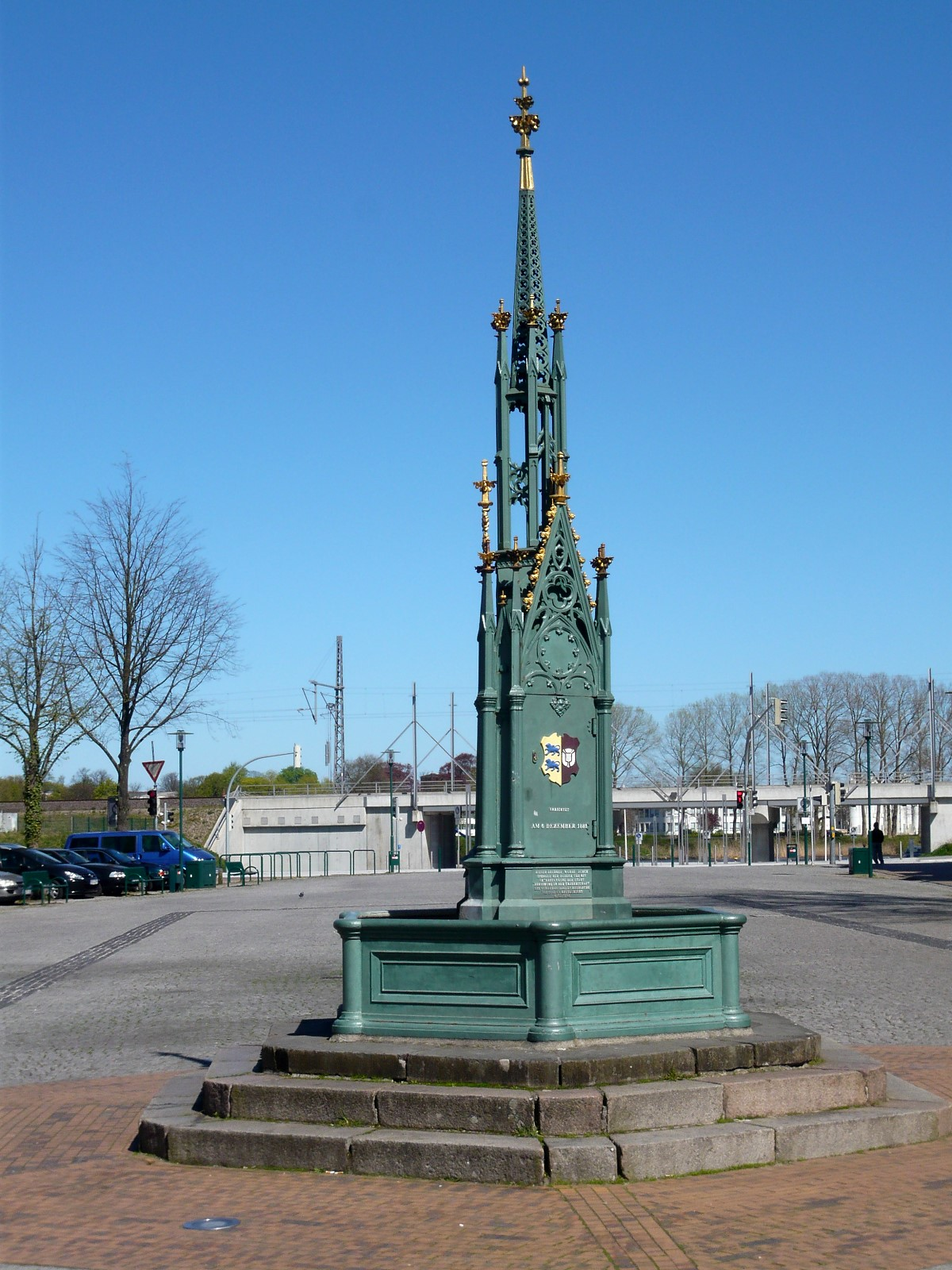
Brunnen auf dem Schlossplatz mit der Inschrift: „Graf Gerhard der Grosse bestätigt und erweitert der Stadt Rendsburg Gerechtsame und Gebiet am Nicolaitage 1339“

Das Stadtrecht Rendsburgs, vielleicht schon 1239 verliehen, wird 1253 erstmals urkundlich erwähnt. In einer Urkunde vom 12. Mai 1260 verpfändete die Witwe des Schleswiger Herzogs Abel, Mechthild von Holstein und Schauenburg, neben anderem Grundbesitz entlang der Eider auch Rendsburg an ihre Brüder, die Holsteiner Grafen Johann I. und Gerhard I. Das Oppidum hatte Mechthild bei ihrer Heirat mit Abel 1237 als Mitgift erhalten. Im Jahr 1339 bestätigte Graf Gerhard der Große von Holstein-Rendsburg das Rendsburger Stadtrecht und überließ Rendsburg ausgedehnte Ländereien.

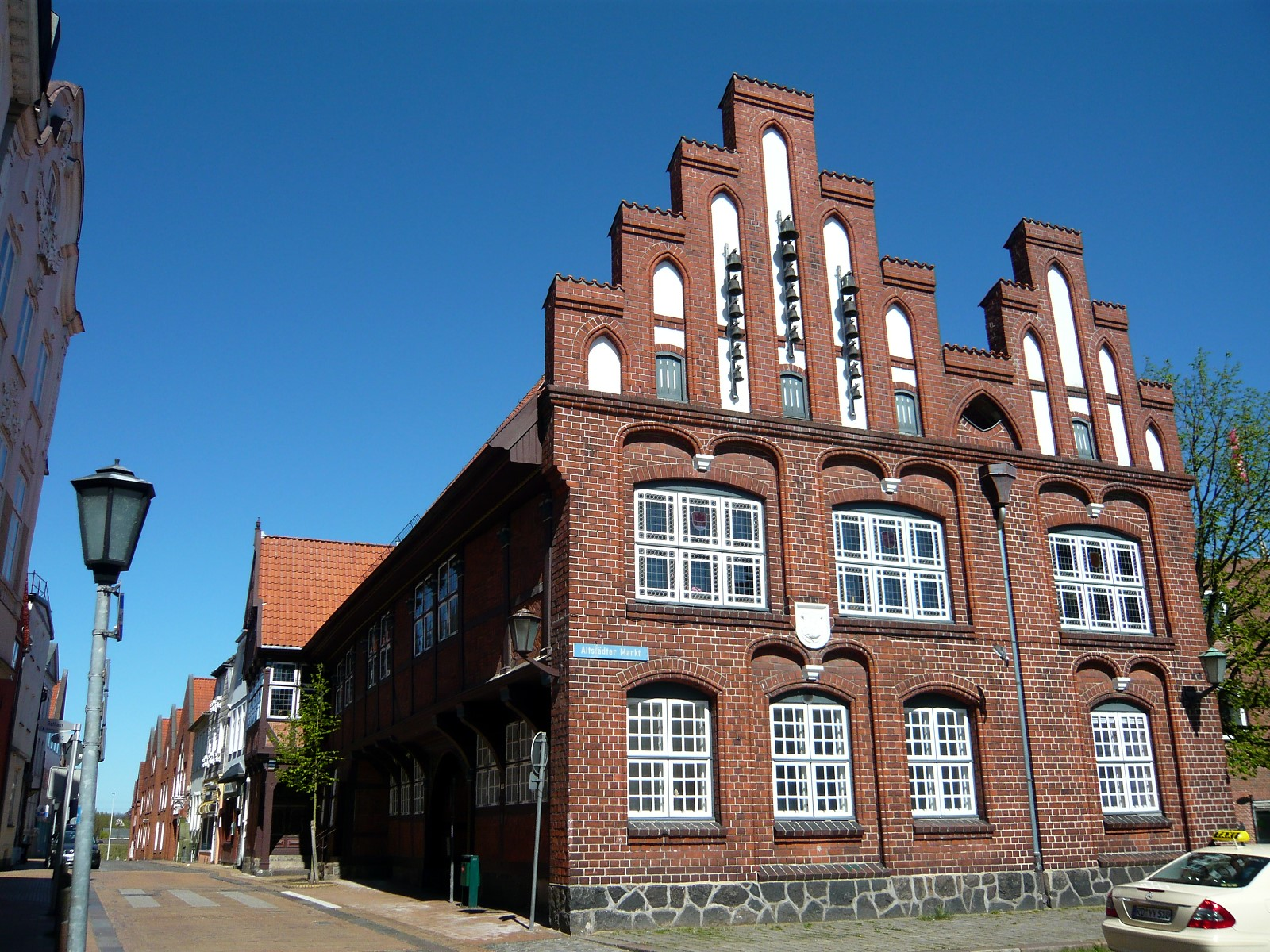
Altes Rathaus am Altstädter Markt

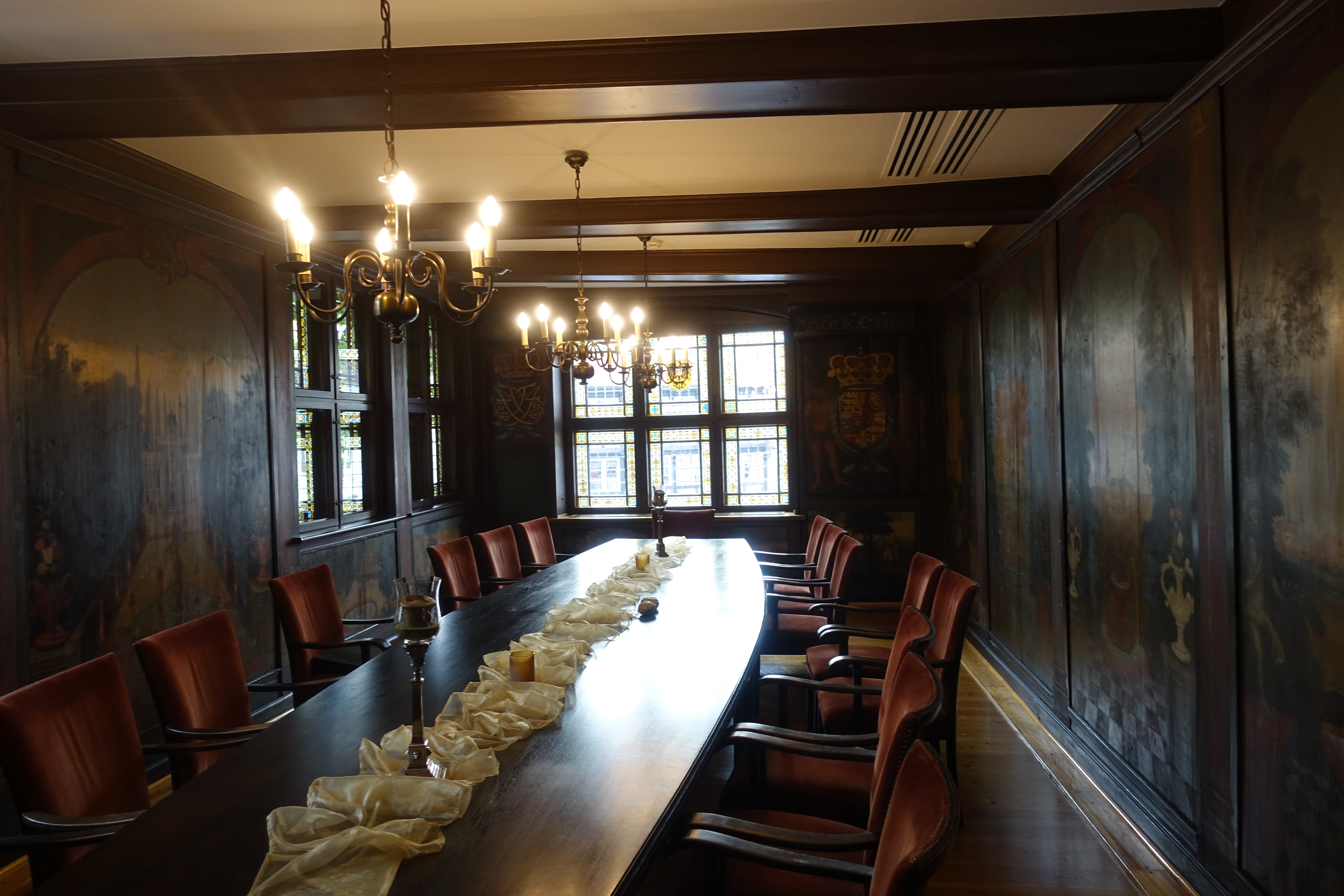
Senatszimmer im Alten Rathaus

Der eigentliche Siedlungskern Rendsburgs erstreckte sich anfänglich nur auf den Bereich der Altstadt um den Altstädter Markt. Der Hauptweg über die Insel verlief über die heutige Mühlenstraße mit Verlängerung der Schleifmühlenstraße. Die Bewohner ernährten sich von Landwirtschaft und Fischfang, aber auch zunehmend dem Handwerk und dem Handel über die zwei Handelsrouten Eider und Herrweg (s. o.) Nach einem verheerenden Stadtbrand 1286 wurde im Rahmen des Wiederaufbaus 1287 die Marienkirche errichtet. Bis in das 15. Jahrhundert hinein wurde Rendsburg mehrfach von Feuersbrünsten heimgesucht, die immer wieder umfangreiche Neuaufbauten notwendig machen. Im Jahr 1566 wurde der ostwestliche und somit älteste Bauabschnitt des Rathauses am Altstädter Markt abgeschlossen. Der südlich anstoßende Flügel mit einem spätgotischen Doppelgiebel stammt vom Ende des 17. Jahrhunderts. Im 16. Jahrhundert erfolgte ein Ausbau des Rendsburger Schlosses; der Abbruch der mit Bau der Festung (s. u.) zunehmend verfallenen und bedeutungslosen Schlossanlage geschah 1718. Außerhalb der Stadt, vor dem Mühlentor, befand sich im Mittelalter die Badestube. Im nördlich gelegenen Vorort Vinzier befand sich im Mittelalter ein Siechenhaus für Leprakranke, das seit 1465 nachweisbar ist.
Zwischen 1536 und 1540 erfolgte die Anlage einer Umwallung unter Christian III., König von Dänemark und Herzog von Schleswig und Holstein. Während der Reformationszeit trat Rendsburg kirchenpolitisch bedeutsam in Erscheinung durch die hier am 9. März 1542 verabschiedete lutherische Kirchenordnung für Schleswig und Holstein, die die Schleswig-Holsteinische Landeskirche begründete.

### Rendsburg als Festung und Garnison (17.–19. Jh.)

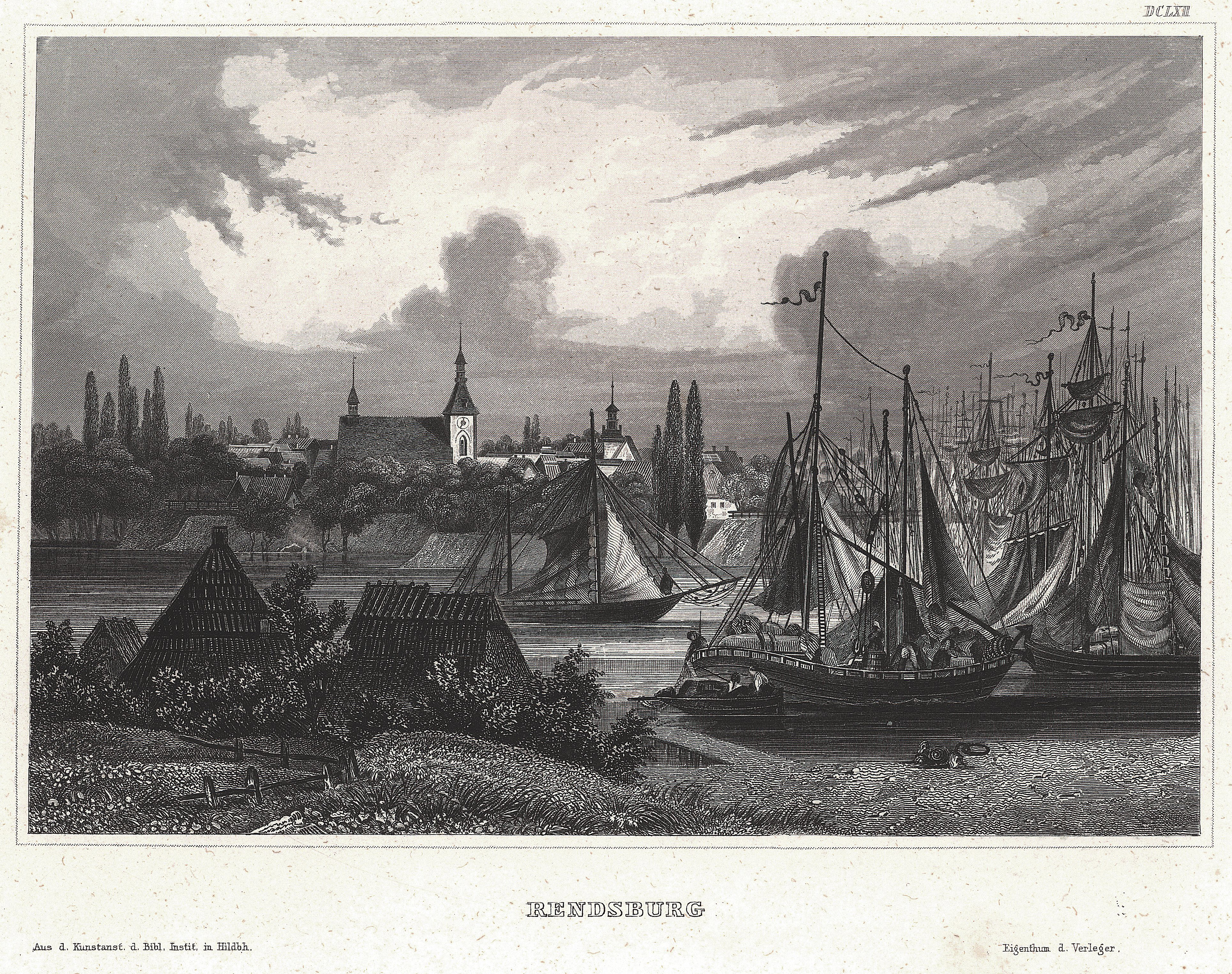
Blick auf den Hafen und die Stadt ca. 1850

Im Verlauf des Dreißigjährigen Krieges stand die Stadt Rendsburg von 1627 bis 1629 unter kaiserlicher Herrschaft. In den Jahren 1644 und 1645 wurde Rendsburg von schwedischen Truppen besetzt und wenig später erneut schwer belagert, aber nicht eingenommen. Mit einer erstmaligen dauerhaften militärischen Stationierung von 12 Mann wird Rendsburg um 1660 zur Garnisonsstadt. Zwischen 1669 und 1673 entstand unter dem dänischen Generalmajor Henrik Ruse die erste große Festungsanlage Rendsburg. Für diesen Festungsbau wurde Gelände an der Schiffbrücke, auf dem Schlossplatz und am heutigen Thormannplatz großflächig aufgeschüttet. Wälle wurden errichtet und zwei große Bastionen (Bastion Schleswig und Bastion Vinzier) entstanden Richtung Norden und Westen. In das Südportal der Festung wurde 1670 der sogenannte Eiderstein mit der Inschrift EIDORA ROMANI TERMINUS IMPERY („Die Eider ist die Grenze des römischen Reichs“) integriert.
Ab 1690 erfolgte eine zweite große Festungserweiterung unter der Leitung des dänischen Generalmajors Jobst Scholten und unter Mitwirkung des Architekten und Bauunternehmers Dominicus Pelli. Im Norden der Stadt entstand im Zuge des Festungsbaus das Kronwerk, für das ab 1691 das Dorf Vindeshier (Vinzier), die Kampener Kirche und einiger Teile von Alt-Büdelsdorf weichen mussten. Im Süden entstand das riesige Neuwerk mit seinen strahlenförmig angelegten und erst allmählich besiedelten Straßenzügen. Hier befanden sich die militärischen Gebäude: die Baracken und Kasernen der Soldaten, die Hauptwache, das Arsenal und das Provianthaus sowie der große militärische Aufmarschplatz – der Paradeplatz.
Mit dem Ausbau der Festungsanlagen wurde Rendsburg zur bedeutendsten militärischen Festung des dänischen Gesamtstaats. Entsprechend änderte sich die auch die Bedeutung, die Funktion und der Charakter der Stadt. So wurde ab 1714 mit Christoph Amthor ein vom dänischen König beorderter Stadtpräsident in Rendsburg installiert. Die vielen Soldaten und neu hinzugezogene Handwerker mit ihren Familien mussten in das städtische Leben integriert werden. Im Jahre 1700 konnte nach fünfjähriger Bauzeit die barocke Christkirche im neuen, von der Garnison geprägten Stadtteil Neuwerk eingeweiht werden, deren Pläne von Pelli stammten.
Um die Besiedlung des Neuwerk zu fördern, hatte der dänische König 1692 die Niederlassung jüdischer Bürger zugelassen, so dass sich viele jüdische Händler im Neuwerk ansiedelten. Als Reaktion schlossen sich Altstädter Händler in der 1701 gegründete Rendsburger Kramerkompagnie zusammen. Handel und Wirtschaft waren zu diesem Zeitpunkt ausschließlich auf die alltägliche Versorgung von Einwohnern und Garnison ausgerichtet. Nennenswerte Bedeutung erlangte die 1765 privilegierte Rendsburgischen Fayance-Fabrique, deren hochwertige Fayencewaren über die Grenzen hinaus Absatz finden.

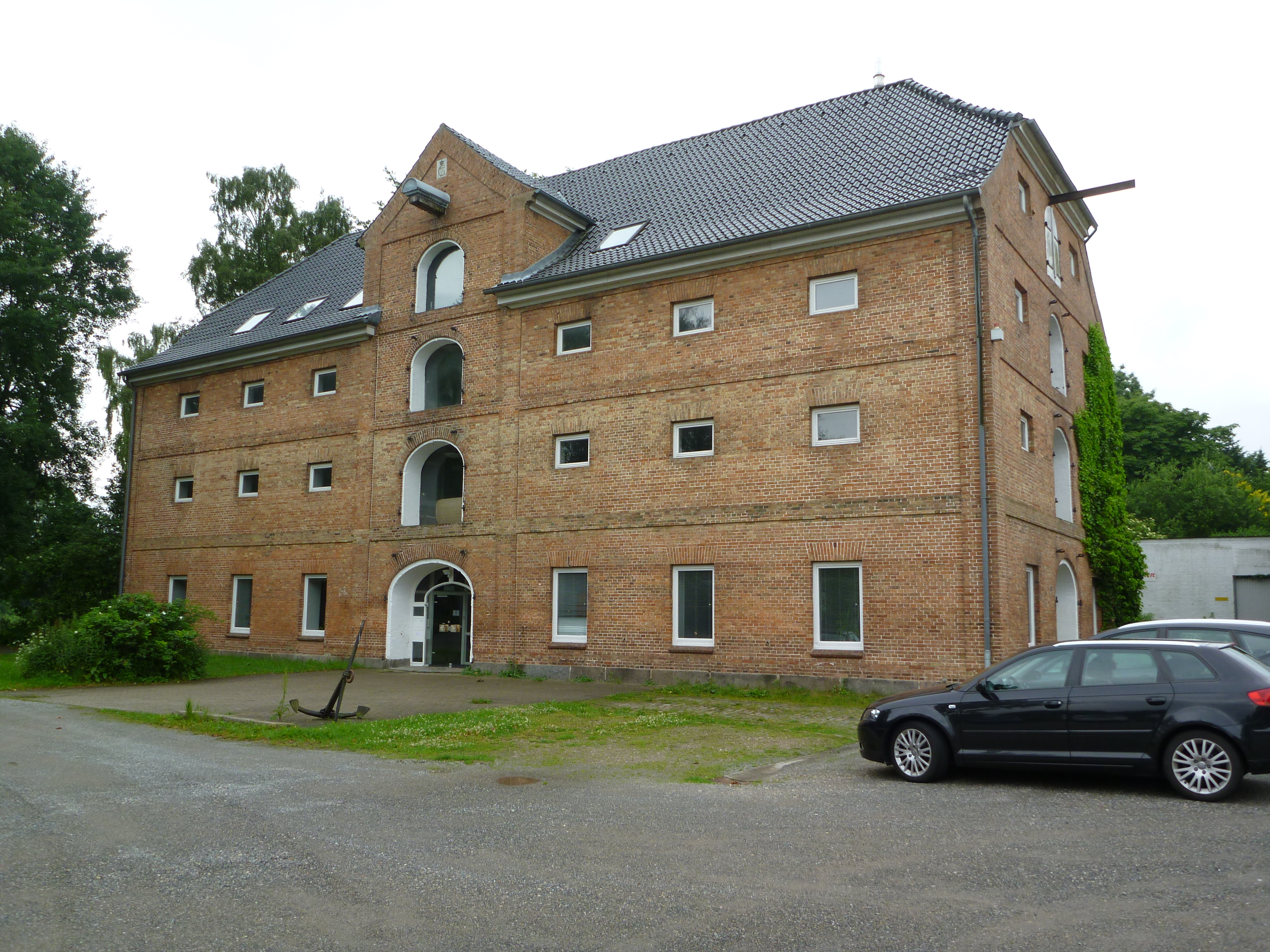
Ehemaliges Packhaus an der Eider, Baujahr 1783

Von 1777 und 1784 wurde von Kiel-Holtenau nach Rendsburg der Schleswig-Holsteinische Canal (Eider-Kanal) gebaut. Von Rendsburg westwärts konnte der natürliche Flusslauf der Eider genutzt werden, so dass erstmals eine Wasserstraße zwischen der Ostsee bei Kiel und der Nordsee bei Tönning geschaffen war. Eine Schleusenanlage in der Altstadt regelte die Wasserstände zwischen der Obereider und der Untereider. Die Anlage befand sich an der heutigen Straße An der Schleuse. Beim Bau des Nord-Ostsee-Kanals wurde sie erneuert und nach dem Bau des Gieselaukanals 1937 zugeschüttet. Ein dreigeschossiges Packhaus (Baujahr 1783) erinnert an die Zeit des Eider-Kanals. Vergleichbare Bauten stehen in Kiel-Holtenau und in Tönning.

### 1800 bis 1894
Im Jahr 1808 zogen spanische Hilfstruppen in die Festung ein. Der in Rendsburg anwesende König Christian VII. starb der Sage nach an einem Schlaganfall, da er sie für feindlich hielt. Von einem Fenster im Kommandantenhaus am Paradeplatz wurde Friedrich VI. zum König ausgerufen. Am 1. Januar 1808 erschien die 1. Ausgabe des Gemeinnützigen Wochenblattes für Rendsburg und die umliegende Gegend mit wöchentlicher Erscheinungsweise. Um die Jahreswende 1813/1814 wurde Rendsburg im Verlauf der Napoleonischen Kriege von Schweden und Russland belagert. Im Jahr 1827 erfolgte die Gründung einer Eisenhütte nebst Gießerei auf dem Vorwerksgelände in Büdelsdorf: die Carlshütte. Sie war zu dieser Zeit der größte Eisen verarbeitende Betrieb Norddeutschlands.
Im Jahr 1831 verbüßte Uwe Jens Lornsen den größten Teil des einen Jahres Festungshaft, zu dem ihn das Oberkriminalgericht Gottorf verurteilt hatte, in Rendsburg. 1845 wurde die Eisenbahnlinie Rendsburg-Neumünster durch die Rendsburg-Neumünstersche Eisenbahngesellschaft eröffnet.
Am Morgen nach der Ausrufung einer provisorischen schleswig-holsteinischen Regierung fuhr am 24. März 1848 ein Extrazug mit Soldaten von Kiel nach Rendsburg. Durch das Läuten der Feuerglocke wurde die dänische Garnison von den in dänischen Uniformen gekleideten Aufständischen überrumpelt. Rendsburg wurde Zentrum des Bürgerkrieges gegen Dänemark. Am 5. April zogen preußische Truppen ein. Nach dem Ende des 1. Schleswigschen Krieges kam 1851 in Rendsburg eine deutsch-dänische Grenzregulierungskommission zusammen, die den genauen Grenzverlauf zwischen dem Deutschen Bund (Holstein) und Dänemark (Schleswig) bestimmen sollte, jedoch noch im gleichen Jahr ergebnislos auseinanderging.
Im Jahr 1850 explodierte das Laboratorium, ein Gebäudekomplex zur Munitionsherstellung und -lagerung von 1786, wobei 110 Menschen getötet wurden. Zwischen 1852 und 1864 stand Rendsburg erneut unter dänischer Landeshoheit. Zu dieser Zeit begann die Schleifung der Festungswerke Kronwerk und Altstadt. Die damit einhergehenden Aufschüttungen führten zu einschneidenden Veränderungen im Stadtbild. 1853 wurde das Kronwerker Tor im Nordwesten abgerissen, 1855 folgte der Abriss des Schleswiger Tores im Norden und 1856 der Abriss des Alt-Holsteiner Tores im Osten.
Im Jahr 1861 nahm die Gaserleuchtungsanstalt ihren Betrieb auf und versorgte die Gaslaternen in der Stadt. Nach dem Krieg gegen Österreich und Preußen trat Dänemark 1864 im Frieden von Wien die Herzogtümer Schleswig und Holstein ab. Laut Gasteiner Konvention war Rendsburg im Jahr 1865 für den Ausbau als Bundesfestung, zur Sicherung der Grenze des Deutschen Bundes zu Dänemark, vorgesehen. Wegen der Auflösung des Deutschen Bundes 1866 kam es aber nicht mehr zur Ausführung dieses Beschlusses.
Im Jahr 1867 wurde Schleswig-Holstein preußische Provinz. 1873 erfolgte die Grundsteinlegung für das Lornsen-Denkmal am Paradeplatz durch den Kieler Kampfgenossenverein. Der Stadtrat nahm – wahrscheinlich aus Furcht vor antipreußischen Demonstrationen – nicht an der Feierlichkeit teil. 1876 gründete Peter Eggers die Chemische Düngerfabrik Rendsburg, das seinerzeit größte Industrieunternehmen der Stadt. 1881 erfolgte der Abriss des Neu-Holsteiner Tores (Königstor) im Südwesten.

### 1895 bis 1933

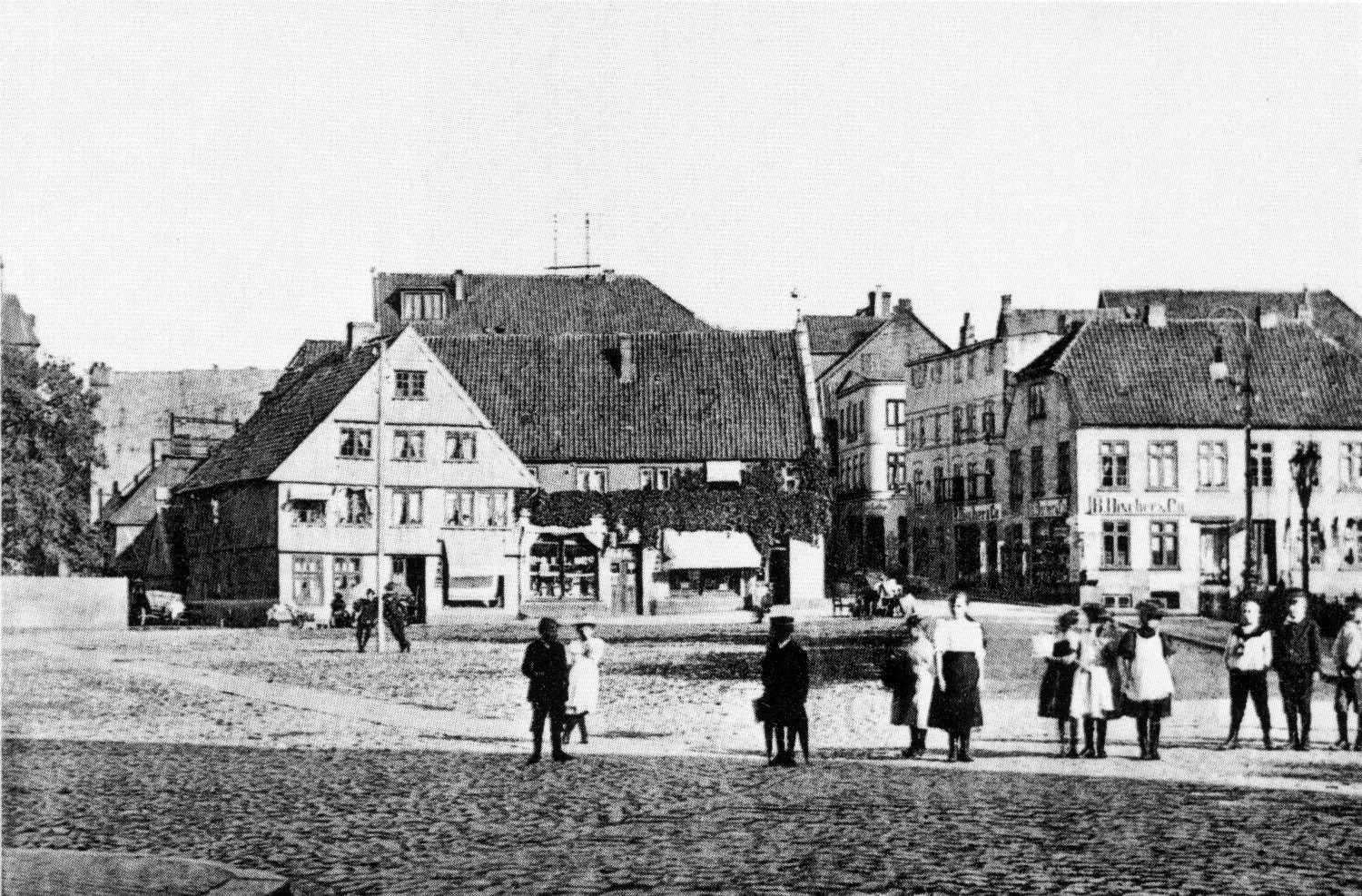
Schiffbrückenplatz (1895)

Nach achtjähriger Bauzeit, Peter Rehder aus Lübeck fungierte 1887–1892 als Berater der Stadt, eröffnete man 1895 den Kaiser-Wilhelm-Kanal (heute Nord-Ostsee-Kanal oder Kiel-Kanal). Das fertiggestellte Elektrizitätswerk ging ans Netz. 1905 wurde die Werft Nobiskrug gegründet. 1913 wurde die im Jahr 1911 begonnene Rendsburger Hochbrücke über den Kanal mit ihrer darunter verlaufenden Schwebefähre in Betrieb genommen, das wohl markanteste Bauwerks der Stadt. Eine 2,5 Kilometer lange Stahlkonstruktion, die zum Wahrzeichen Rendsburgs und eines der bedeutenden technischen Denkmale Deutschlands wurde.
Trotz dieser imposanten Bauwerke und technischen Meisterleistungen blieb der wirtschaftliche Hauptfaktor Rendsburgs zu dieser Zeit der stationäre Einzelhandel und das Handwerk. Neben der im Nachbarort Büdelsdorf angesiedelten Carlshütte, der Chemischen Düngerfabrik, den Werften Nobiskrug und Saatsee – die mit Bau des Nord-Ostsee-Kanals prosperierten – gab es kaum nennenswerte Industrie.
Rendsburg gehörte zu den ersten Orten, die sich dem Kieler Matrosen- und Arbeiteraufstand anschlossen. Die Kunde vom Aufstand erreichte Rendsburg durch die zurückgekehrte Infanterie-Einheit, die am 4. November 1918 helfen sollte, den Aufstand in Kiel niederzuschlagen. Aufgrund ihrer geringen Zahl von 180 Mann (die anderen angeforderten Einheiten erreichten Kiel erst wesentlich später), der für die Militärführung überraschend schnellen Ausbreitung des Aufstands und dem Unwillen der Infanteristen gegen ihre Kameraden vorzugehen, mussten die Einheiten wieder abgezogen werden. Kurz nach ihrer Rückkehr am Morgen des 5. November 1918 bildeten sich ein Rendsburger Soldatenrat und wenig später ein Arbeiterrat. Beschleunigt wurde die Entwicklung dadurch, dass einige im Zuge der Marineunruhen im Sommer 1917 verurteilte Matrosen und Heizer im Rendsburger Zuchthaus saßen und ihre Befreiung zu den ersten Forderungen der Kieler Aufständischen gehörte. Eine Kieler Abordnung setzte dann die Entlassung am Vormittag des 7. November 1918 durch. Die Rendsburger Räte wurden von Kiel unterstützt und folgten weitgehend dem dort eingeschlagenen Weg. Das Bürgertum arrangierte sich mit der Entwicklung und bot seine Unterstützung an. Mit der Rückkehr der Fronttruppen setzte jedoch ein Stimmungsumschwung ein. Besonders nachteilig wirkte sich die Schrumpfung der Garnison nach Ende des Ersten Weltkrieges von 2.000–3.000 auf 200–300 Soldaten mit allen mittelbar hiervon abhängigen Familien und Verwaltungskräften für Rendsburg aus, wodurch der Stadt ein erheblicher Teil der Konsumkraft wegbrach. In der Wirtschaftskrise Ende der 1920er Jahre wandte sich die Rendsburger Kleinunternehmer und Handwerker sehr schnell von der Demokratie ab. Während die NSDAP im Jahre 1928 nur 20 Rendsburger Parteimitglieder aufweisen konnte, wuchs ihr Einfluss in den Folgejahren unter der Führung des NSDAP-Ortsgruppenleiters und Sattlergesellen Franz Krabbes rasant an und prägte mit Propaganda-Aufmärschen das Stadtbild. Im Juli 1932 erhielt die NSDAP in Rendsburg die absolute Stimmenmehrheit.

### Zeit des Nationalsozialismus
Nach der Machtergreifung Hitlers errang die NSDAP in Rendsburg bei den Wahlen am 12. März 1933 zur Stadtverordnetenversammlung bereits die absolute Mehrheit. Mit Zustimmung des Landrats Wilhelm Hamkens schlossen der NSDAP-Ortsgruppenleiter Franz Krabbes und der 1929 gewählte Bürgermeister Heinrich de Haan Januar 1934 eine Vereinbarung über eine einstweilige Beurlaubung und Abfindung de Haans zugunsten der Installation Krabbes' als kommissarischer, ab 1935 hauptamtlicher Bürgermeister der Stadt Rendsburg.
In der Folgezeit kam es auch in Rendsburg zur umfassenden Gleichschaltung von Vereinen und Verbänden. Politisch Andersdenkende und ansässige Juden wurden verfolgt. Am 1. April 1933 beteiligte sich die Ortsgruppe der NSDAP an dem Boykott jüdischer Geschäfte. Am 9. Oktober 1933 inszenierte der Kampfbund für deutsche Kultur unter Führung des Tischlermeisters Hermann Böhrnsen eine öffentliche Bücherverbrennung auf dem Paradeplatz. In der Reichspogromnacht vom 9. November auf den 10. November 1938 wurde die Rendsburger Synagoge, Zentrum der jüdischen Gemeinde, durch einen Sprengsatz zum Teil schwer beschädigt. 1939 folgte der Zwangsverkauf der Synagoge und der ehemaligen Thora-Schule an die nationalsozialistischen Machthaber. Lebten 1933 noch etwa 30 Juden in Rendsburg, so wurde bis 1942 die jüdische Gemeinde durch Auswanderungen, Abtauchen in die Illegalität, Deportationen und Suizid restlos aufgelöst. Heute befinden sich in der ehemaligen Synagoge und Schule das Jüdische Museum Rendsburg und das Dr.-Bamberger-Haus.
Im Zweiten Weltkrieg blieb Rendsburg weitgehend von direkten Kriegseinwirkungen verschont und erlitt nur wenige Bombenschäden. Am 4. Mai 1945 unterschrieb Hans-Georg von Friedeburg im Auftrag des letzten Reichspräsidenten Karl Dönitz, der sich zuvor mit der letzten Reichsregierung nach Flensburg-Mürwik abgesetzt hatte, bei Lüneburg, die Teilkapitulation der Wehrmacht für Nordwestdeutschland, Dänemark und die Niederlande. Der Krieg endete schließlich mit der Bedingungslosen Kapitulation am 8. Mai 1945. Rendsburgs Verteidiger verzichteten auf die strategische Sprengung der beiden Kanalbrücken. Noch am 8. Mai wurde die Stadt offiziell den britischen Truppen übergeben und gehörte damit zur britischen Besatzungszone.

### Nachkriegszeit
Der ab 1943 einsetzende Zustrom von Ausgebombten, Flüchtlingen, Vertriebenen, Verwundeten, Kriegsgefangenen und Zwangsarbeitern ließ die Bevölkerungszahlen Schleswig-Holsteins wie in keinem anderen Bundesland explodieren und brachte sehr vielschichtige und große Probleme mit sich. Die Einwohnerzahl Rendsburgs stieg von etwa 20.000 innerhalb weniger Jahre auf etwa 37.000. Ab 1952 schaffte man neuen Wohnraum, hauptsächlich im Nordwesten der Stadt (Mastbrook). 1952 wurde eine dänische Schule, Ejderskolen, errichtet. Im Jahr 1955 erfolgte die Aufhebung des britischen Besatzungsrechts.
Durch die Einweihung eines Klärwerkes wurden 1956 die Voraussetzungen zur Vollkanalisation aller Haushalte in Rendsburg geschaffen. 1961 erfolgten die Einweihung des Kanaltunnels und die Stilllegung der Rendsburger Drehbrücken über den Nord-Ostsee-Kanal. Vier Jahre später, 1965, wurde der Fußgängertunnel unter dem Nord-Ostsee-Kanal fertiggestellt.
Dank der nur geringen Schäden im Zweiten Weltkrieg blieb die Kreisstadt des ehemaligen Landkreises Rendsburg in ihrer gewachsenen Bausubstanz und Baugeschichte bis in die 1950er Jahre erhalten. Allerdings haben stadtplanerische Maßnahmen der 1960er und vor allem 1970er Jahre beträchtliche Lücken in die bis dahin erhaltene alte Bausubstanz geschlagen: Zahlreiche Bauten der Zeit um 1900 fielen der Abrissbirne zum Opfer. Sogar die (alte) Katholische Kirche verschwand aus dem Stadtbild. Nach wie vor aber zeigt die Stadt Merkmale ihrer deutschen und dänischen Vergangenheit.

### 1970 bis heute

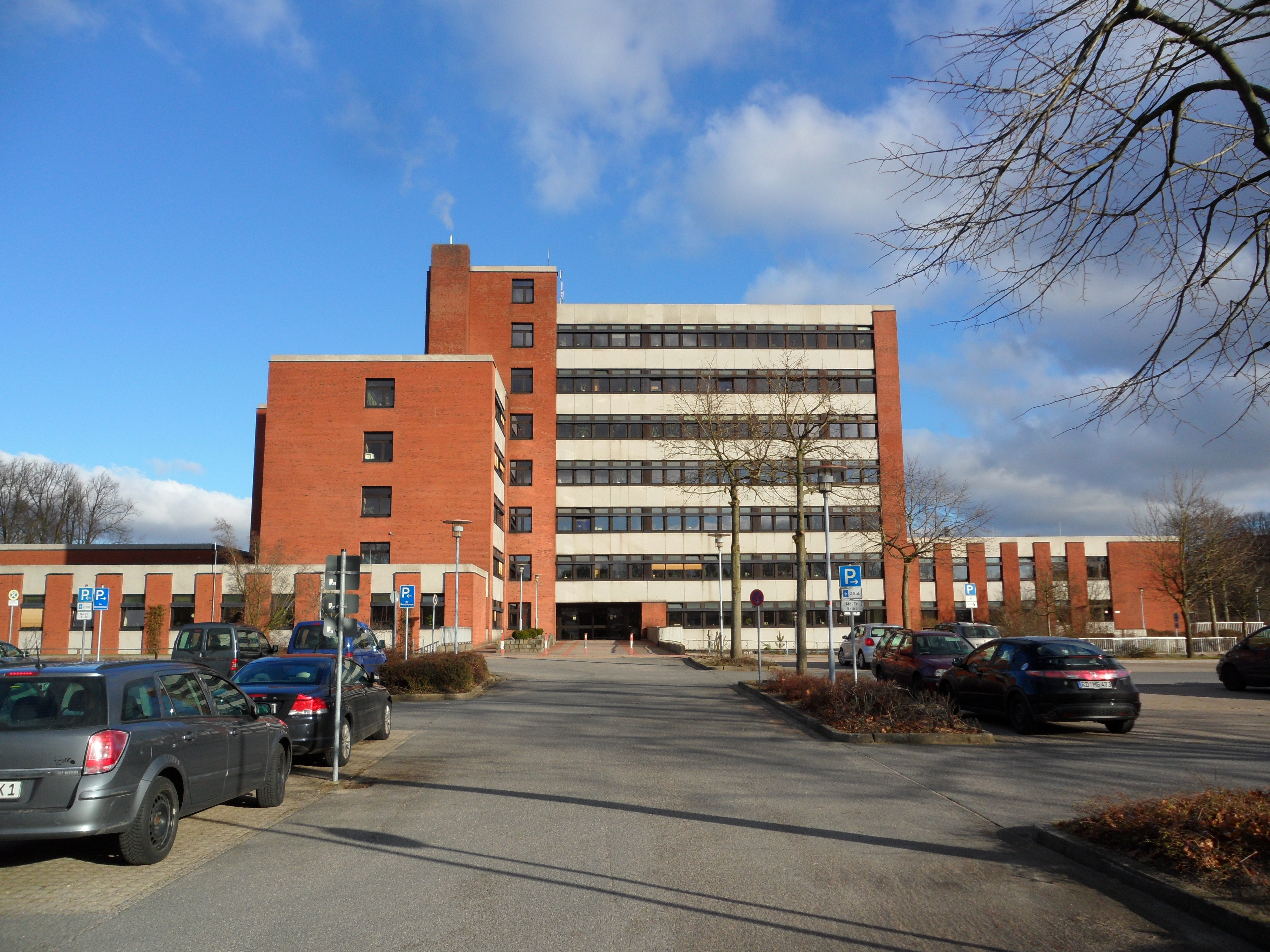
Kreishaus des Kreises Rendsburg-Eckernförde in Rendsburg

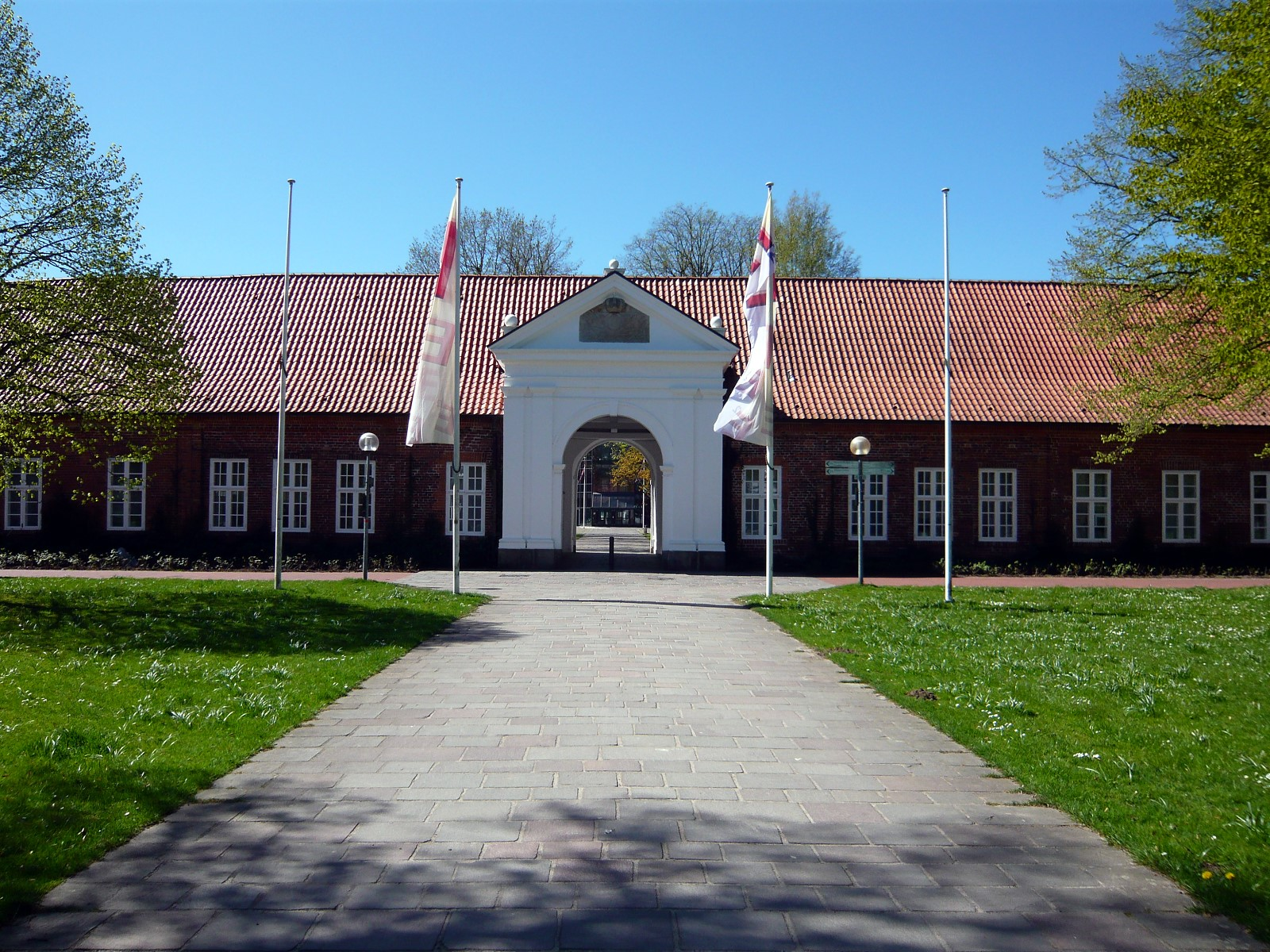
Eingang des Kulturzentrums Arsenal

Im Zuge der Gebietsreform entstand 1970 der Kreis Rendsburg-Eckernförde. Rendsburg blieb Sitz der Kreisverwaltung.
1989 wurde das ehemals genutzte Hauptzeughaus am Paradeplatz, das Hohe Arsenal, als städtisches Kulturzentrum eingeweiht. 1991 erfolgte die Eröffnung der Museen im Kulturzentrum Arsenal.
1995 wurde das hundertjähriges Betriebsjubiläum des Nord-Ostsee-Kanals, einem der wichtigsten Standortfaktoren Rendsburgs, gefeiert. 1999 feierte Rendsburg das 800-jährige Stadtjubiläum mit einem Jahr voller Aktivitäten. Im Jahr 2006 präsentierte Bürgermeister Breitner einen neuen Stadtentwurf, nach dem das alte Stadtzentrum bis 2015 restauriert und umgebaut werden sollte.

### Eingemeindungen
Am 1. Januar 1977 wurden Gebietsteile der Nachbargemeinde Fockbek mit damals mehr als 25 Einwohnern eingegliedert.

## Militär
Rendsburg war seit der Aufstellung der Bundeswehr bis Ende 2009 eine Garnisonsstadt mit zwei Kasernen: Die im Stadtteil Neuwerk 1903 bis 1905 erbaute Eider-Kaserne und die im Norden gelegene Feldwebel-Schmid-Kaserne (bis 8. Mai 2000 'Rüdel-Kaserne'). Die Eiderkaserne wurde bereits Mitte 2008 im Zuge der Transformation der Bundeswehr geschlossen. Das in der Feldwebel-Schmid-Kaserne stationierte Ausbildungszentrum Heeresflugabwehrtruppe wurde nach Munster verlegt und die Kaserne ebenfalls geschlossen. Heute liegt nur die Luftwaffe (Fliegerhorst Hohn) in der Nähe von Rendsburg.

## Bevölkerung

### Bevölkerungsentwicklung
Quelle für die Zahlen ab 1970: Statistisches Landesamt, jeweils am 31.03.
- 1879: 13.400 Einwohner
- 1943: 20.241 Einwohner[36]

Einwohnerentwicklung von Rendsburg von 1879 bis 2018 nach nebenstehender Tabelle

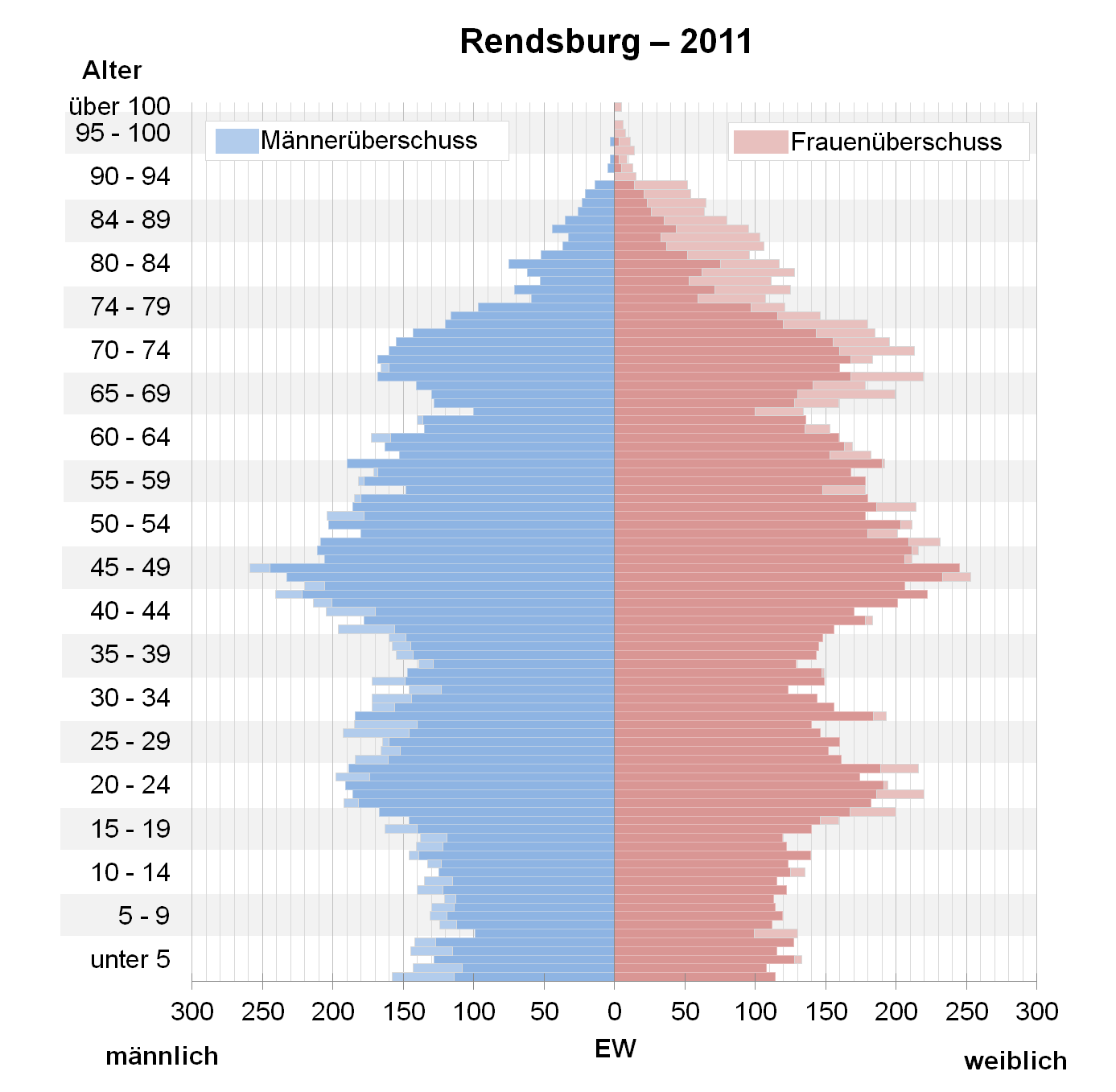
Bevölkerungspyramide für Rendsburg (Datenquelle: Zensus 2011)

- 1945: zu Beginn ca. 20.000 Einwohner – dann in wenigen Jahren Anstieg auf ca. 37.000 Einwohner durch den Zustrom von Flüchtlingen und Vertriebenen[32]
- 1946: 35.502 Einwohner[34]
- 1961: 35.721 Einwohner[33]
- 1970: 34.696 Einwohner
- 1980: 32.657 Einwohner
- 1990: 30.960 Einwohner
- 2000: 29.560 Einwohner
- 2001: 29.385 Einwohner
- 2002: 29.172 Einwohner
- 2003: 28.983 Einwohner
- 2004: 28.668 Einwohner
- 2005: 28.441 Einwohner
- 2006: 28.444 Einwohner
- 2007: 28.450 Einwohner
- 2008: 28.406 Einwohner
- 2009: 28.369 Einwohner
- 2010: 28.191 Einwohner
- 2011: 28.182 Einwohner
- 2012: 28.090 Einwohner
- 2013: 27.410 Einwohner
- 2014: 27.315 Einwohner
- 2017: 28.789 Einwohner
- 2018: 28.470 Einwohner
- 2019: 28.896 Einwohner
- 2020: 28.705 Einwohner
- 2021: 28.977 Einwohner[37]

### Religion

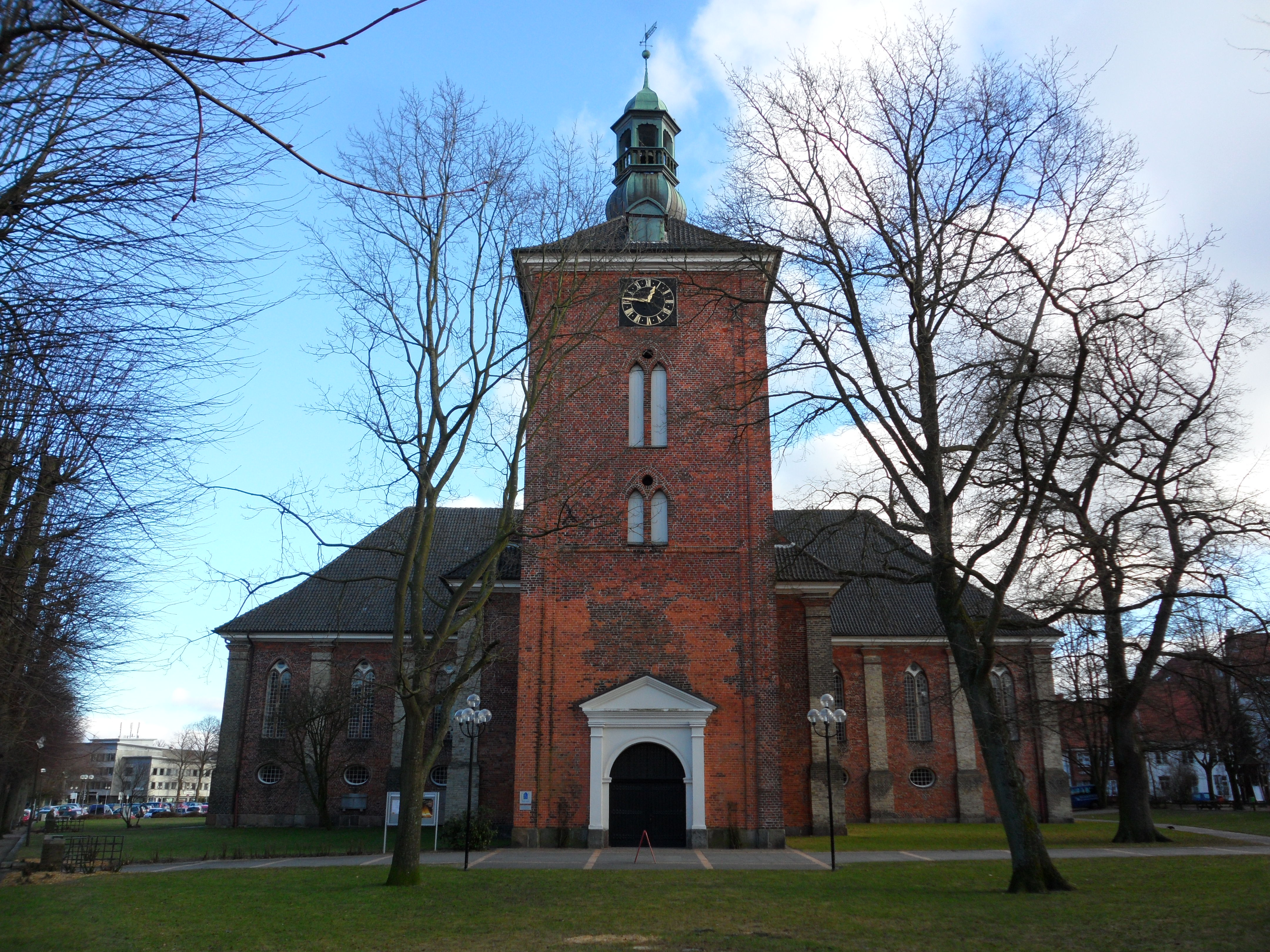
Evangelische Christkirche
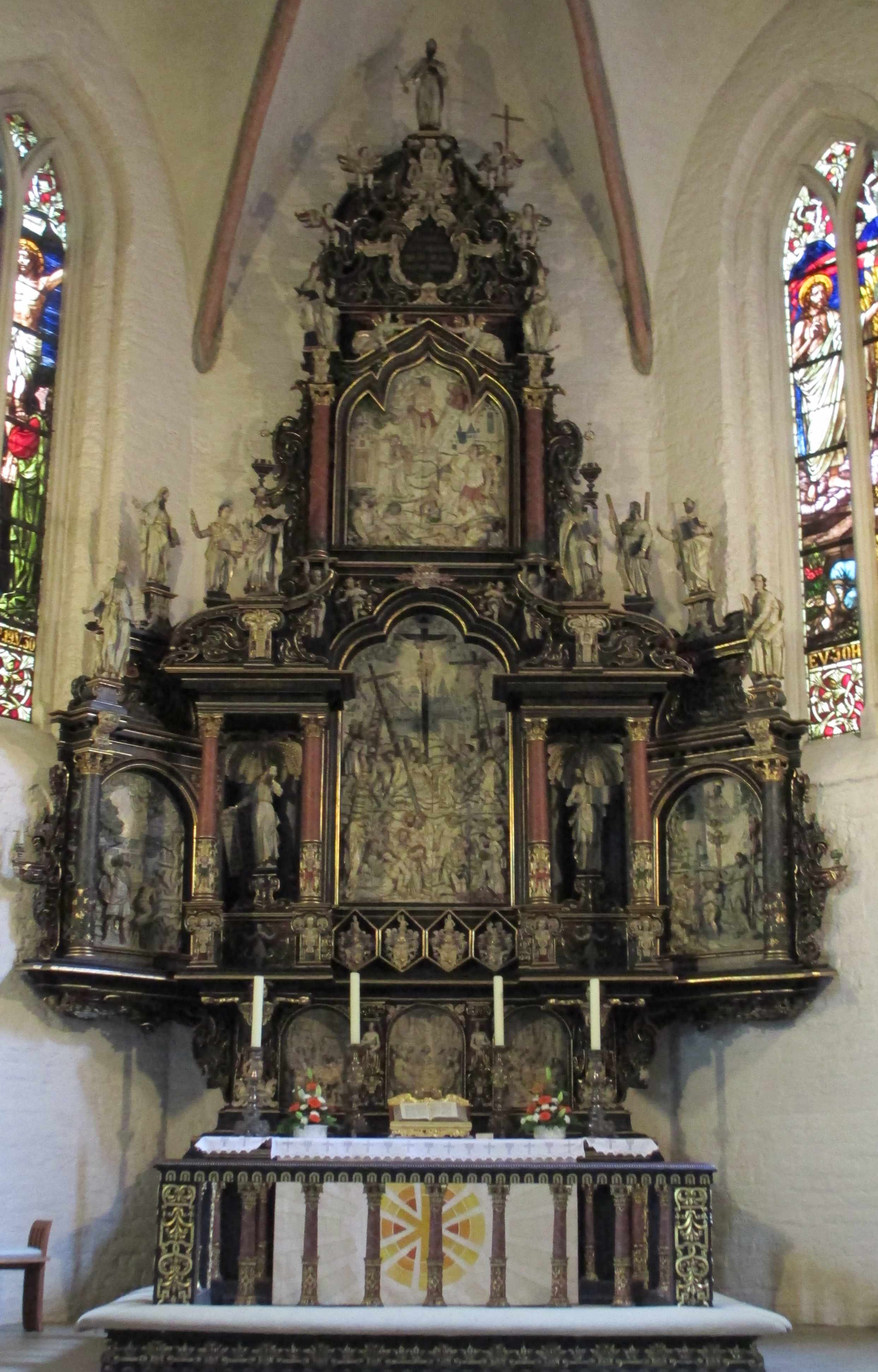
Claussen-Altar (1648) der evangelischen Marienkirche
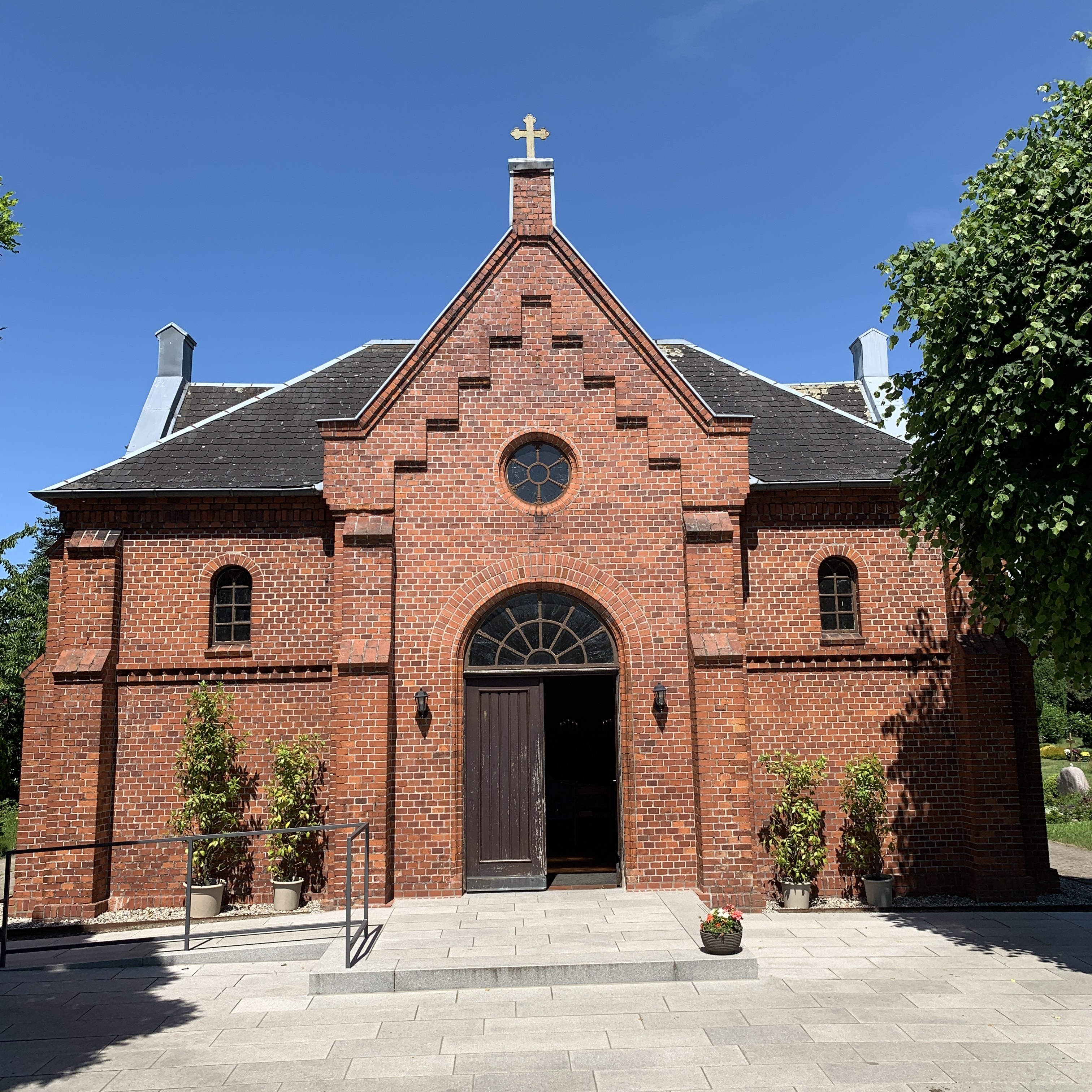
Kapelle auf dem Altstädter Friedhof
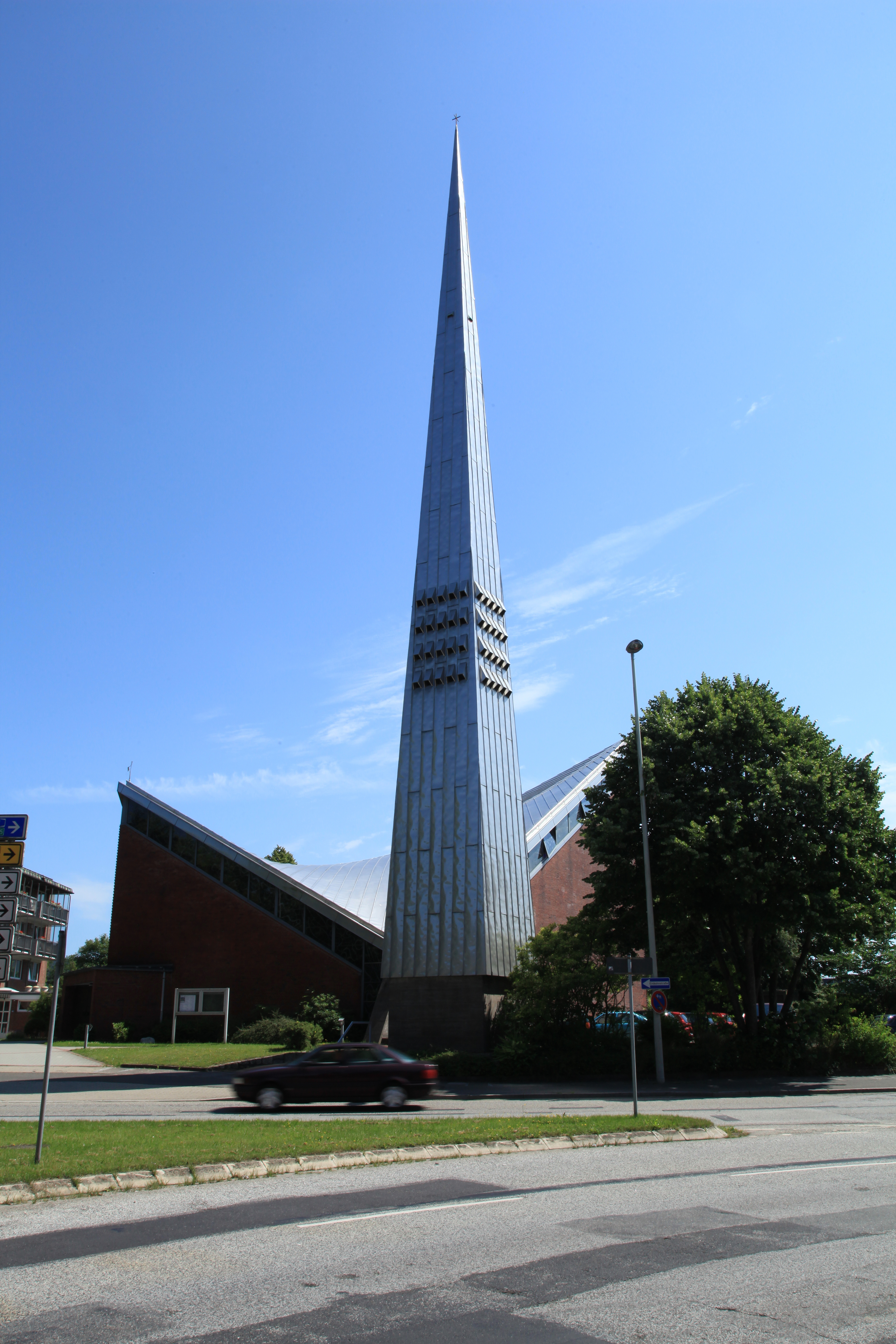
Katholische Kirche St. Martin
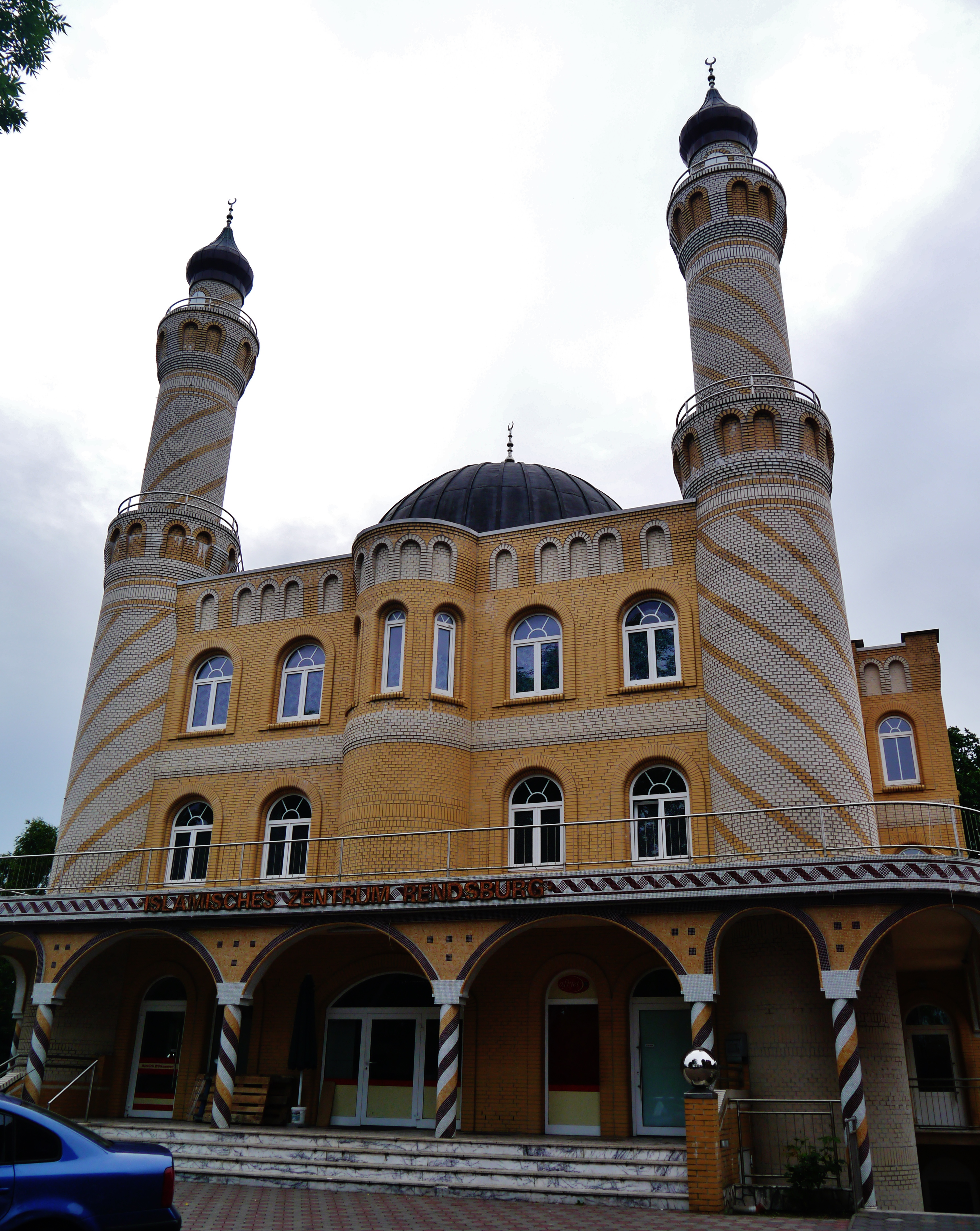
Centrum-Moschee

54 % der Rendsburger Bevölkerung waren 2011 evangelisch-lutherisch. Die lutherischen Gemeinden der Stadt sind Teil der norddeutschen Landeskirche oder der Dänischen Kirche in Südschleswig (Dansk Kirke i Sydslesvig). Daneben finden sich Gemeinden der katholischen Kirche (9 %), freie Gemeinden sowie Muslime und Juden. 32 % gehörten keiner öffentlich-rechtlichen Religionsgemeinschaft an. Die Mitgliederzahlen der evangelischen Kirche gingen von 17.860 im Jahr 2000 auf 11.860 im Jahr 2020 zurück.

#### Evangelisch-lutherische Kirchen
- Bugenhagenkirche, gehört zur Gemeinde St. Marien
- Christkirche, ehemalige Garnisonskirche
- St. Jürgen
- St. Marien in der Altstadt
- Rendsborg Danske Kirke
- Gemeinschaft in der Ev. Kirche in Schleswig-Holstein - Bezirk Rendsburg an der Herrenstraße[41]

#### Römisch-katholische Kirchen
- St. Martin
- St. Michael (2024 profaniert)

#### Evangelische Freikirchen
Die Vereinigung Evangelischer Freikirchen (VEF) ist in Rendsburg mit folgenden drei Gemeinden vertreten:
- Baptistengemeinde an der Ritterstraße[42]
- Freie Christengemeinde Flensburg an der Materialhofstraße[43]
- Adventgemeinde am Karl-Böge-Platz in Fockbek[44]

Nicht zur VEF gehört folgende freikirchliche Gemeinde:
- Christliche Versammlung Rendsburg an der Kieler Straße[45]

Weitere Glaubensgemeinschaften mit christlichem Hintergrund
- Neuapostolische Kirche in der Fockbeker Chaussee[46]
- Gemeindezentrum der Christengemeinschaft in der Timm-Kröger-Straße
- Königreichssaal der Zeugen Jehovas in Rendsburg-Hoheluft

#### Moschee
2009 wurde die Centrum-Moschee eröffnet, die größte Moschee in Schleswig-Holstein.

## Politik und Verwaltung

### Ratsversammlung
Sitzverteilung in der Ratsversammlung nach der Kommunalwahl vom 14. Mai 2023 und dort erzielte Stimmenanteile:
- Linke: 1
- SPD: 9
- Grüne: 7
- PARTEI: 1
- SSW: 7
- FDP: 3
- CDU: 14
- AfD: 5

| Partei | Sitze | Stimmenanteile |
| ------ | ----- | --- |
| CDU    | 14    | Kommunalwahl 2023Wahlbeteiligung: 35,0 % 3020100 28,2 %18,0 %15,4 %15,1 %12,7 %6,3 %2,1 %1,8 %0,4 % CDUSPDSSWGrüneAfDFDPPARTEILinkeBASIS |
| SPD    | 9     | Kommunalwahl 2023Wahlbeteiligung: 35,0 % 3020100 28,2 %18,0 %15,4 %15,1 %12,7 %6,3 %2,1 %1,8 %0,4 % CDUSPDSSWGrüneAfDFDPPARTEILinkeBASIS |
| SSW    | 7     | Kommunalwahl 2023Wahlbeteiligung: 35,0 % 3020100 28,2 %18,0 %15,4 %15,1 %12,7 %6,3 %2,1 %1,8 %0,4 % CDUSPDSSWGrüneAfDFDPPARTEILinkeBASIS |
| GRÜNE  | 7     | Kommunalwahl 2023Wahlbeteiligung: 35,0 % 3020100 28,2 %18,0 %15,4 %15,1 %12,7 %6,3 %2,1 %1,8 %0,4 % CDUSPDSSWGrüneAfDFDPPARTEILinkeBASIS |
| AFD    | 5     | Kommunalwahl 2023Wahlbeteiligung: 35,0 % 3020100 28,2 %18,0 %15,4 %15,1 %12,7 %6,3 %2,1 %1,8 %0,4 % CDUSPDSSWGrüneAfDFDPPARTEILinkeBASIS |
| FDP    | 3     | Kommunalwahl 2023Wahlbeteiligung: 35,0 % 3020100 28,2 %18,0 %15,4 %15,1 %12,7 %6,3 %2,1 %1,8 %0,4 % CDUSPDSSWGrüneAfDFDPPARTEILinkeBASIS |
| PARTEI | 1     | Kommunalwahl 2023Wahlbeteiligung: 35,0 % 3020100 28,2 %18,0 %15,4 %15,1 %12,7 %6,3 %2,1 %1,8 %0,4 % CDUSPDSSWGrüneAfDFDPPARTEILinkeBASIS |
| LINKE  | 1     | Kommunalwahl 2023Wahlbeteiligung: 35,0 % 3020100 28,2 %18,0 %15,4 %15,1 %12,7 %6,3 %2,1 %1,8 %0,4 % CDUSPDSSWGrüneAfDFDPPARTEILinkeBASIS |
| Summe  | 47    | Kommunalwahl 2023Wahlbeteiligung: 35,0 % 3020100 28,2 %18,0 %15,4 %15,1 %12,7 %6,3 %2,1 %1,8 %0,4 % CDUSPDSSWGrüneAfDFDPPARTEILinkeBASIS |

### Bürgermeisterin
Seit 2021 ist die parteilose Janet Sönnichsen Bürgermeisterin der Stadt Rendsburg. Sie gewann im ersten Wahlgang, mit 68,7 % der Stimmen, gegen den bisherigen Amtsinhaber Pierre Gilgenast (SPD). Sie ist die erste Frau im Amt in der Geschichte Rendsburgs.

### Wappen
Das Wappen und die Flagge wurden am 30. Dezember 1964 genehmigt.
Blasonierung: „In Silber über abwechselnd silbernen und blauen Wellen eine rote, freistehende Ziegelburg mit Zinnenmauer, drei mit blauen Spitzdächern versehenen Zinnentürmen, davon der mittlere etwas höher und breiter, und mit offenem Tor, darin das holsteinische Wappen (in Rot das silberne Nesselblatt).“
Die Stadt führt ihr historisches, an das älteste Stadtsiegel von 1360 angelehntes Wappen. Es zeigt die „Reinholdsburg“ auf der Eiderinsel, die den Übergang über die Eider an der Grenze zwischen Holstein und Schleswig sicherte. Die Ersterwähnung dieser wichtigen Befestigung erfolgte um 1200, die der Stadt 1253. Die Geschichte Rendsburgs im Spätmittelalter ist durch die Entwicklung zur Handelsstadt mit weitreichenden Handelsbeziehungen im Nord- und Ostseegebiet und durch ihre Rolle als landesherrliche Residenz und Grenzfeste im Kampf um das Herzogtum Schleswig gekennzeichnet. Vom 16. bis 19. Jahrhundert war Rendsburg als Landesfestung von großer Bedeutung. Das älteste Stadtsiegel zeigt, der Wehrhaftigkeit der Stadt entsprechend, eine dreitürmige Burg über Wellen. In den folgenden Jahrhunderten änderte sich die Darstellung des Bauwerks. Die Türme erhalten Verbindungsbögen und Kuppeldächer (noch bei Schlothfeldt). Erst um 1580 wird im offenen Tor das Nesselblatt hinzugefügt, wohl als demonstratives Zeichen der Zugehörigkeit zu Holstein. Die Wappenfarben wurden während der Jahrhunderte oft geändert und orientieren sich heute an den Landesfarben Schleswig-Holsteins. Die heutige Form des Wappens übernimmt nicht „wörtlich“ das älteste Siegelbild, sondern entstand nach dem Vorbild zeitbedingter heraldischer Muster.
Das Wappen wurde von dem Brunsbütteler Heraldiker Willy „Horsa“ Lippert gestaltet.

### Flagge
In Weiß die rote Burg des Stadtwappens, etwas zur Stange hin verschoben, oben und unten begleitet von je einem schmalen roten Randstreifen.

### Stadtlogo
Online und auch in der Print-Kommunikation verwendet die Stadt Rendsburg neben dem Wappen ein sogenanntes Stadtlogo. Dieses zeigt eine stilisierte Darstellung der Hochbrücke in rot und des Nord-Ostsee-Kanals in blau und zusätzlich den Schriftzug „Rendsburg am Nord-Ostsee-Kanal“.

### Städtepartnerschaften
Die Stadt Rendsburg unterhält partnerschaftliche Beziehungen zu den folgenden zehn Partnerstädten:
| Stadt          | Land        | seit                |
| -------------- | ----------- | ------------------- |
| Aalborg        | Dänemark    | 1976                |
| Almere         | Niederlande | 2014                |
| Haapsalu       | Estland     | 1989                |
| Kristianstad   | Schweden    | 1992                |
| Lancaster      | England     | 1968                |
| Piteå          | Schweden    | 1978 (Freundschaft) |
| Kreis Racibórz | Polen       | 2004                |
| Rathenow       | Deutschland | 1990                |
| Skien          | Norwegen    | 1995                |
| Vierzon        | Frankreich  | 1975                |

Erstmals 1980, seit 1996 in vierjährigem Turnus, richtet die Stadt auch die Europäischen Jugendspiele (früher: internationale Rendsburger Jugendspiele und Kulturtage) aus, zu denen Jugendliche aus allen Partnerstädten eingeladen werden. Ähnliche Spiele finden in den dazwischen liegenden Jahren – ebenfalls je alle vier Jahre – in den Partnerstädten Lancaster, Almere und Aalborg statt. Diese Tradition geht auf die 1975 zum ersten Mal in Aalborg durchgeführten Ungdomslegene (dt.: Jugendspiele) zurück. Die letzten Jugendspiele in Rendsburg haben 2024 stattgefunden.
Neben den städtepartnerschaftlichen Beziehungen ist die Stadt Rendsburg zudem Mitglied des 2003 in Bilbao gegründeten Weltverbandes der Schwebefähren und des Arbeitskreises Deutsche Schwebefähren.

## Kultur

### Architektur und Stadtbild
Aus städtebaulicher Sicht sind vor allem drei Stadtgebiete von Bedeutung:
- Die Altstadt entlang der Ober- und Untereider mit dem Zentrum um die Marienkirche, dem Altstädter Markt und dem Schiffbrückenplatz.
- Die Neustadt, das so genannte Neuwerk, das die barocke Stadterweiterung südlich der Untereider umfasst, mit dem zentral gelegenen Paradeplatz, der Christkirche (ehemals Garnisonskirche) und dem Arsenal. Paradeplatz

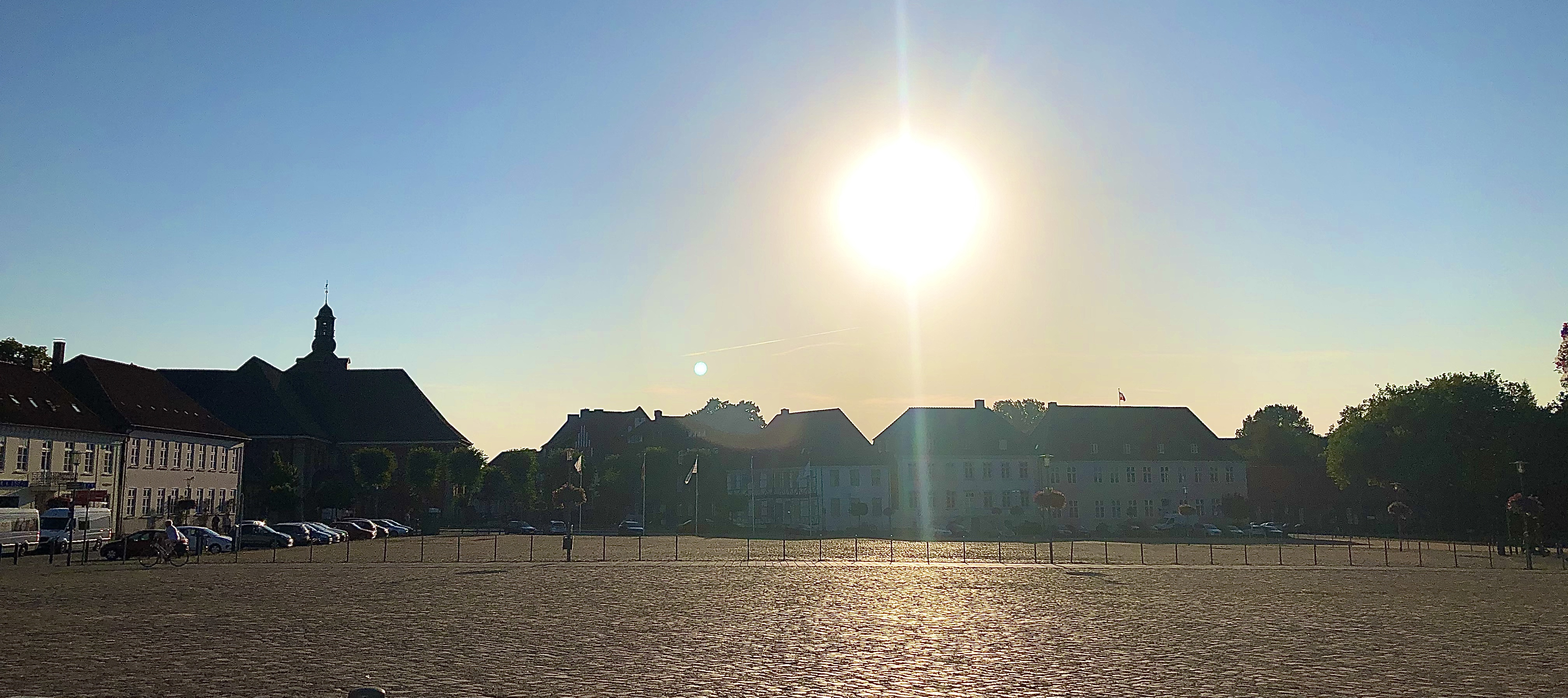
Paradeplatz

- Die historisierend angelegten Straßenzüge sowie Neubaugebiete entlang der geschleiften Wall- und Befestigungsanlagen; hier findet man Kasernenanlagen, aber auch Bürger- und Verwaltungsbauten aus der Wilhelminischen Ära.
- Das Postamt (Rendsburg) wurde 1881 erbaut.
- Das Stadttheater Rendsburg wurde 1901 eingeweiht.

### Sehenswürdigkeiten (Auswahl)
- Marienkirche
- Christkirche

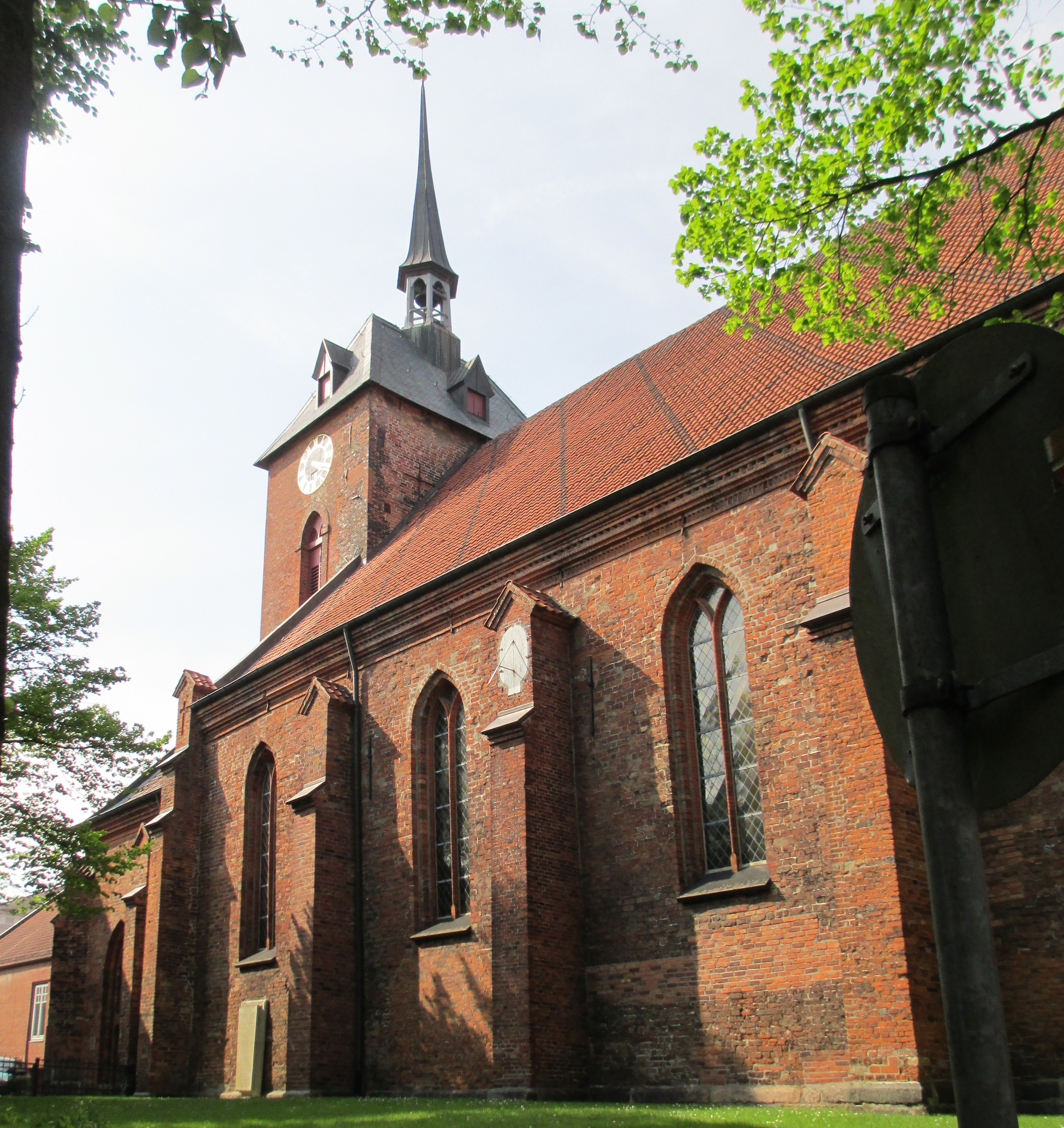
Marienkirche

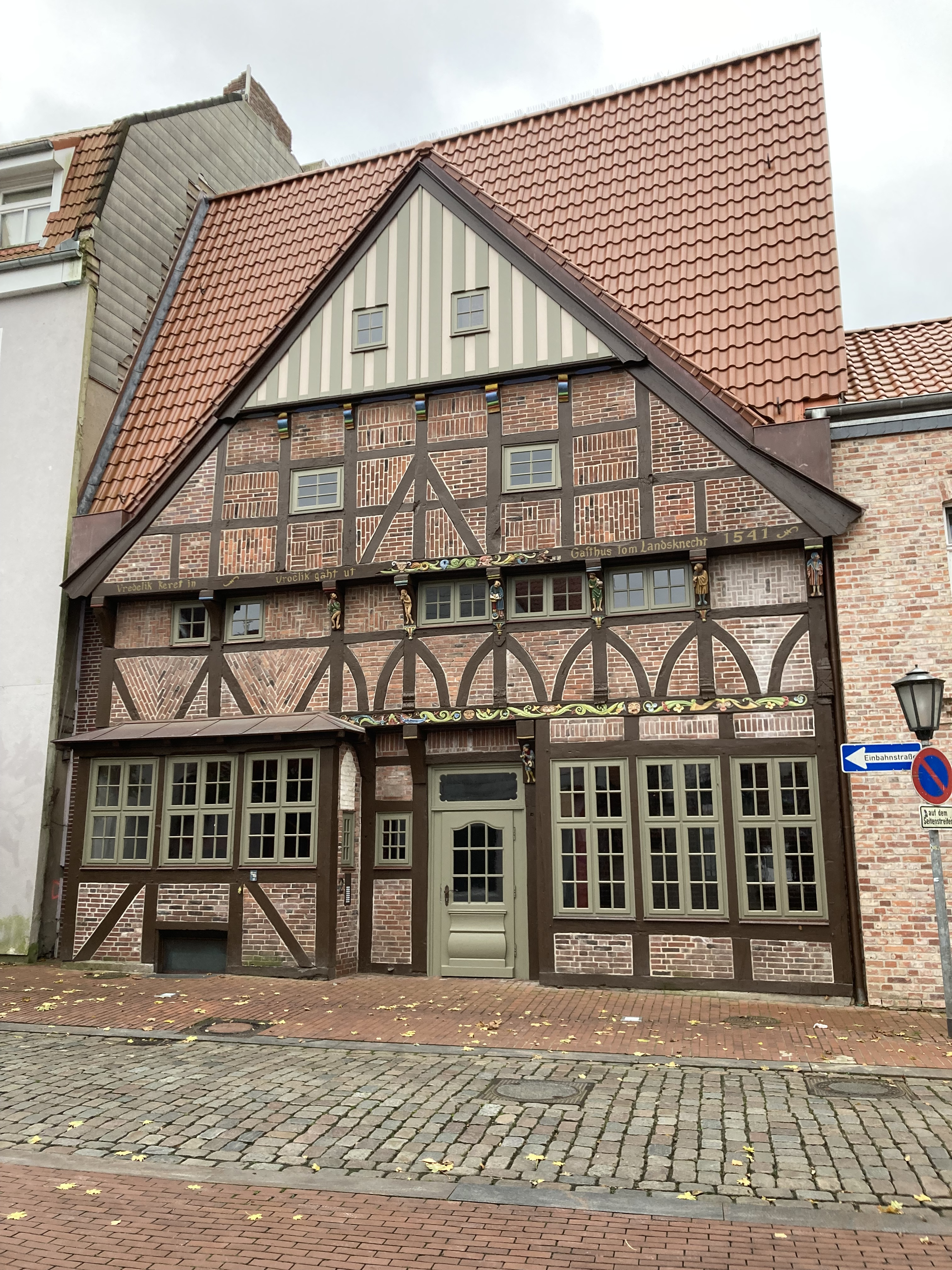
Landsknecht – das älteste Bürgerhaus der Stadt, erbaut 1541

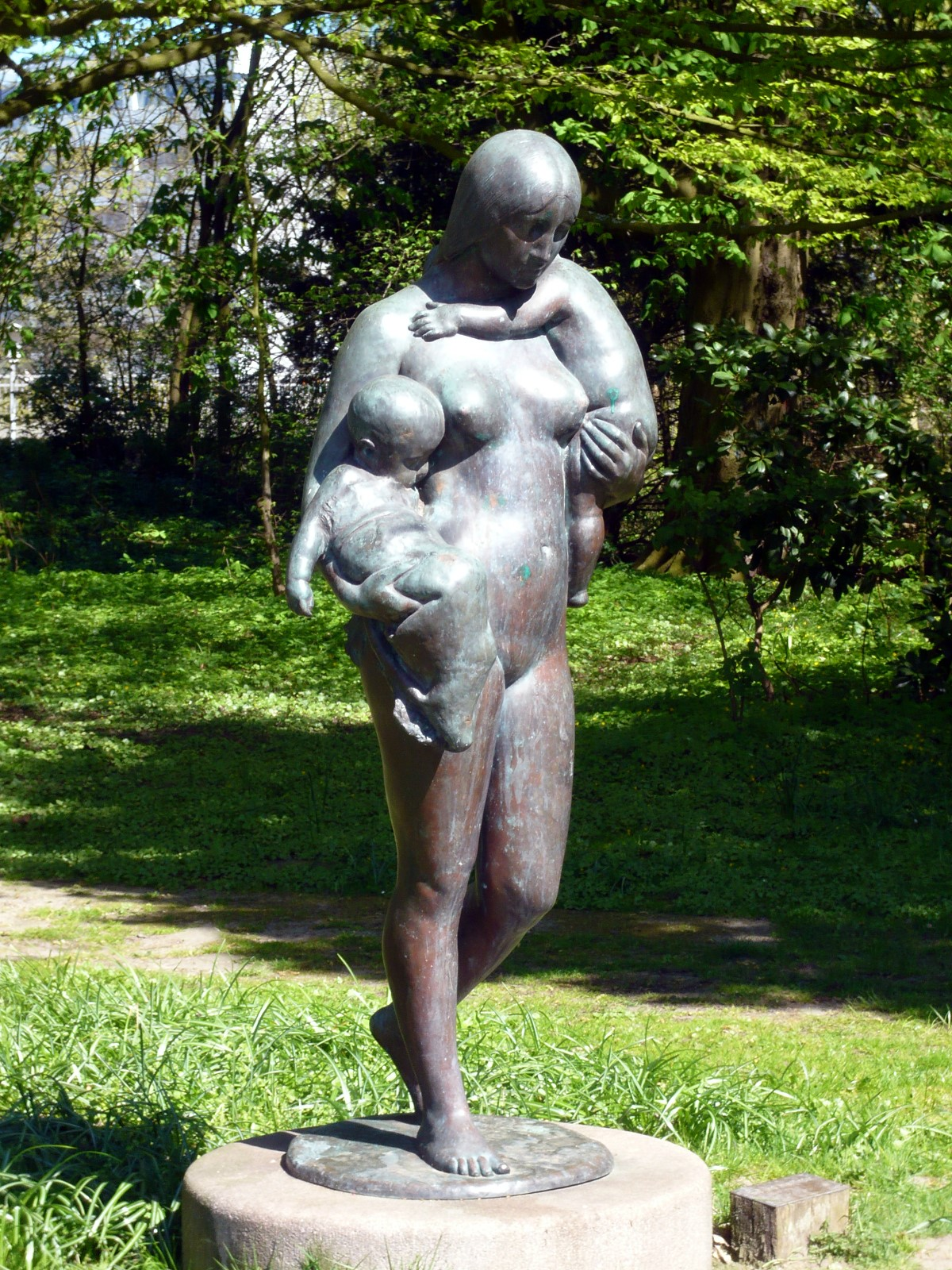
Skulptur Eva und ihre Kinder von Adolf Brütt im Hans-Heinemann-Park

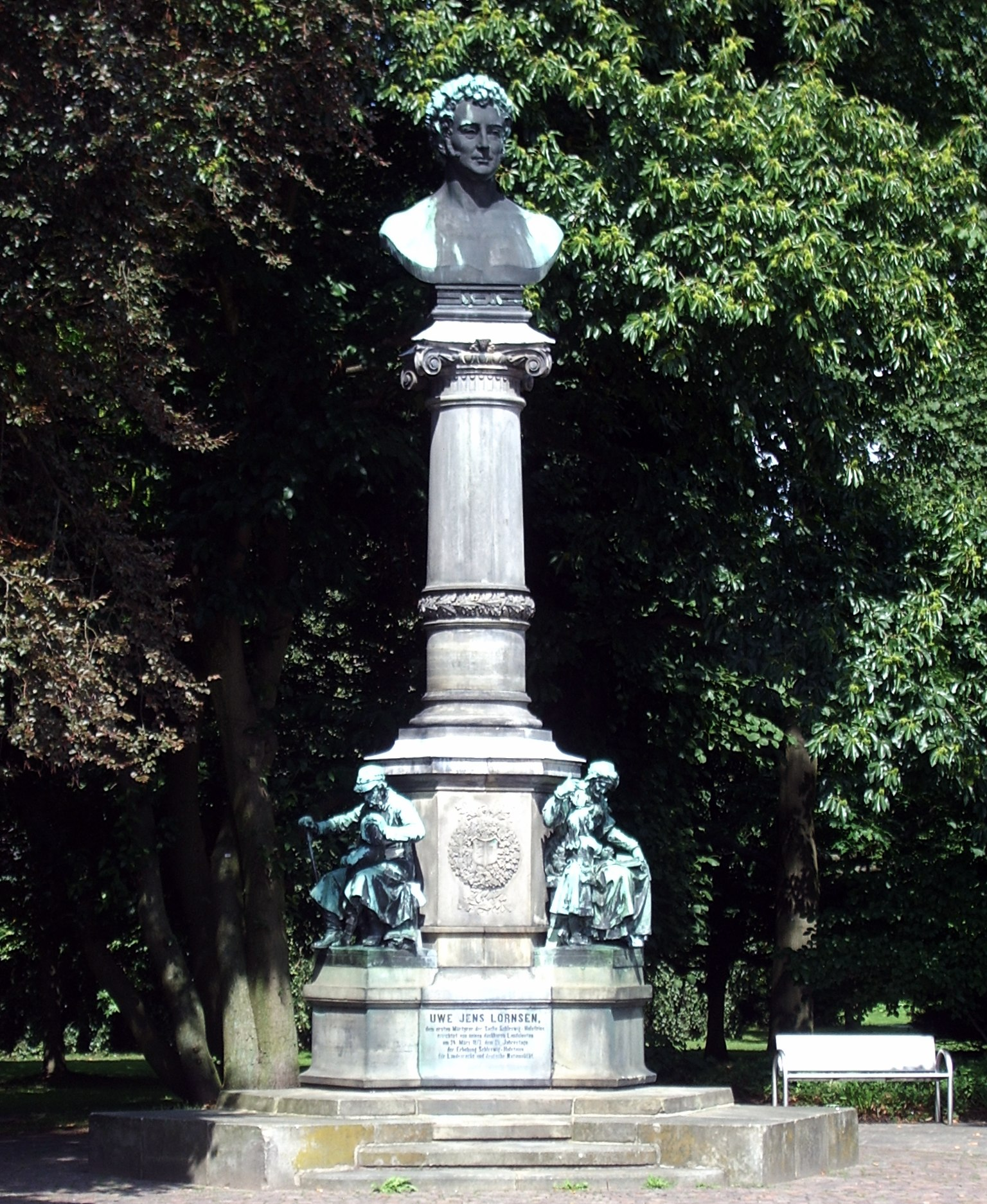
Denkmal für Uwe Jens Lornsen am Paradeplatz

- Die „blue line“ (Blaue Linie) auf dem Pflaster der Innenstadt verbindet 30 Sehenswürdigkeiten und Kultureinrichtungen zu einem Stadtspaziergang.[53]
- Eisenbahnhochbrücke (Rendsburger Hochbrücke) über den Nord-Ostsee-Kanal mit einer von weltweit acht Schwebefähren
- Schiffsbegrüßungsanlage Rendsburg
- Vor der Christkirche in Neuwerk steht das vom Hamburger Bildhauer Richard Kuöhl geschaffene, 1922 eingeweihte Denkmal für die im Ersten Weltkrieg Gefallenen des hier stationierten Infanterie-Regiments „Herzog von Holstein“. Die Widmung des Denkmals wurde nach dem Zweiten Weltkrieg erweitert auf den Traditionstruppenteil II / I.R. 46 / 1939–1945.
- Skulpturen repräsentieren die ehemaligen Stadtoriginale Stutentrine und Markgraf.
- Eine Besonderheit sind die Skulpturen im Hans-Heinemann-Park.
- Am Paradeplatz erinnert ein Denkmal an Uwe Jens Lornsen, Vorkämpfer eines vereinten und unabhängigeren Schleswig-Holsteins.
- In Rendsburg gibt es 35 Stolpersteine zur Erinnerung an Opfer des Nationalsozialismus, siehe Liste der Stolpersteine in Rendsburg.

### Kulturelle Einrichtungen
- Museen im Kulturzentrum
- Jüdisches Museum im Dr.-Bamberger-Haus
- Stadttheater mit dem Schleswig-Holsteinischen Landestheater
- Stadtbücherei Rendsburg
- Stadtarchiv Rendsburg
- Rendsburger Schifffahrtsarchiv
- Nordmarkhalle von 1913, ein Veranstaltungszentrum in der ehemaligen Viehauktionshalle
- Nordkolleg Rendsburg, Akademie für kulturelle Bildung und Tagungszentrum
- Norddeutsche Sinfonietta, Orchesterwerkstatt mit Sitz in Rendsburg
- Das Musikkorps Rendsburg, gegründet 1988, tritt mit Orchestermusik bei Straßenfesten auf und bietet unter anderem Mehrgenerationenmusik, Familienbildung und Jugendförderung an.[54]

### Regelmäßige Veranstaltungen
- alle vier Jahre: internationale Jugendspiele und Kulturtage mit Mannschaften und Musikgruppen der befreundeten Städte und Partnerstädte
- jährliche Kunstausstellung NordArt im unmittelbar benachbarten Büdelsdorf
- jährlicher SH Netz Cup (ehemals „E.ON Hanse Cup“), internationales Achterrennen im Rudersport
- jährliche Gartenausstellung FLORA
- jährliche landwirtschaftliche Fach- und Verbrauchermesse NORLA
- jährlich NOK-Romantika (Lichterfest am Nord-Ostsee-Kanal)
- jährliches Stadtfest, genannt Rendsburger Herbst
- jährlicher Weihnachtsmarkt
- Jahrmärkte, Frühjahrs- und Herbstjahrmarkt auf dem Willy-Brandt-Platz und der Sommerjahrmarkt auf dem Obereiderhafengelände
- Wochenmarkt mit über 50 Beschickern auf dem Paradeplatz, Schiffbrückenplatz und Schlossplatz

## Wirtschaft

### Wirtschaftliche Zahlen
Die Arbeitslosenquote im Kreis Rendsburg-Eckernförde lag im Mai 2019 bei 4,0 %. Im Jahr 2014 lag das Bruttoinlandsprodukt pro Einwohner im Kreis Rendsburg-Eckernförde mit 26.659 Euro unter dem Schnitt Deutschlands (36.003 Euro).

### Arbeitgeber
Arbeitgeber in Rendsburg war bis in die 1990er Jahre insbesondere die Bundeswehr und die NATO mit dem Hauptquartier der Alliierten Landstreitkräfte Schleswig-Holstein und Jütland und der Heeresflugabwehrschule. Seit dem Ende des Kalten Krieges wurden diese aber immer weiter reduziert. Ende 2021 wurde auch das Lufttransportgeschwader 63 im benachbarten Fliegerhorst Hohn aufgelöst. Das Kreiskrankenhaus Rendsburg beschäftigt etwa 1800 Mitarbeiter.
Zu den größeren Firmen in Rendsburg gehören:
- Emil Frey Küstengarage (vorm. Autohaus Kath), Autohandel
- Nobiskrug-Werft
- Peter Wolters, Werkzeugmaschinenhersteller
- Ceravis, Großhandel

## Verkehr
Rendsburg liegt mitten in Schleswig-Holstein an einem Knotenpunkt von zwei Autobahnen, drei Bundesstraßen und zwei Eisenbahnstrecken sowie am Nord-Ostsee-Kanal.

### Häfen

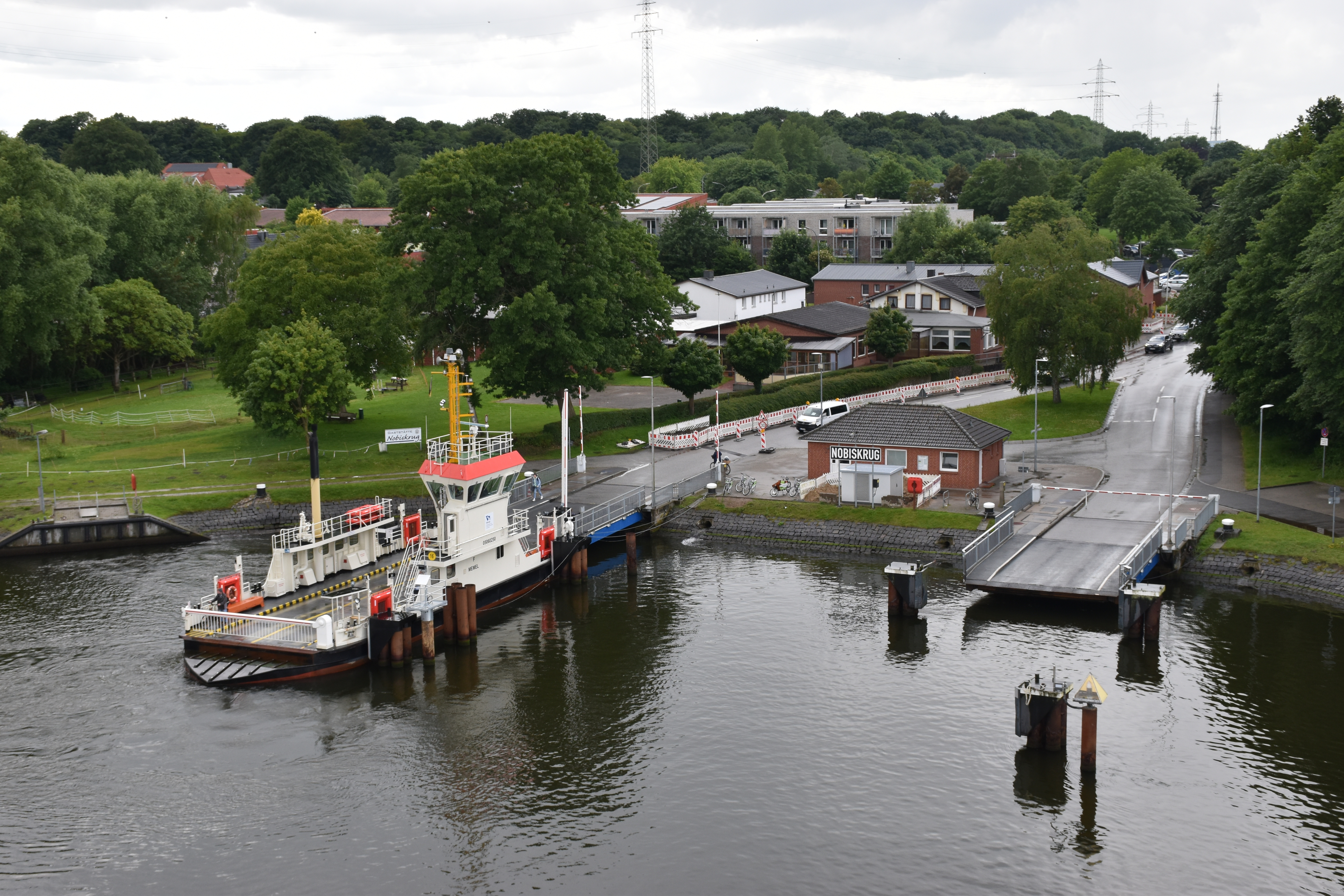
Fähranleger Nobiskrug

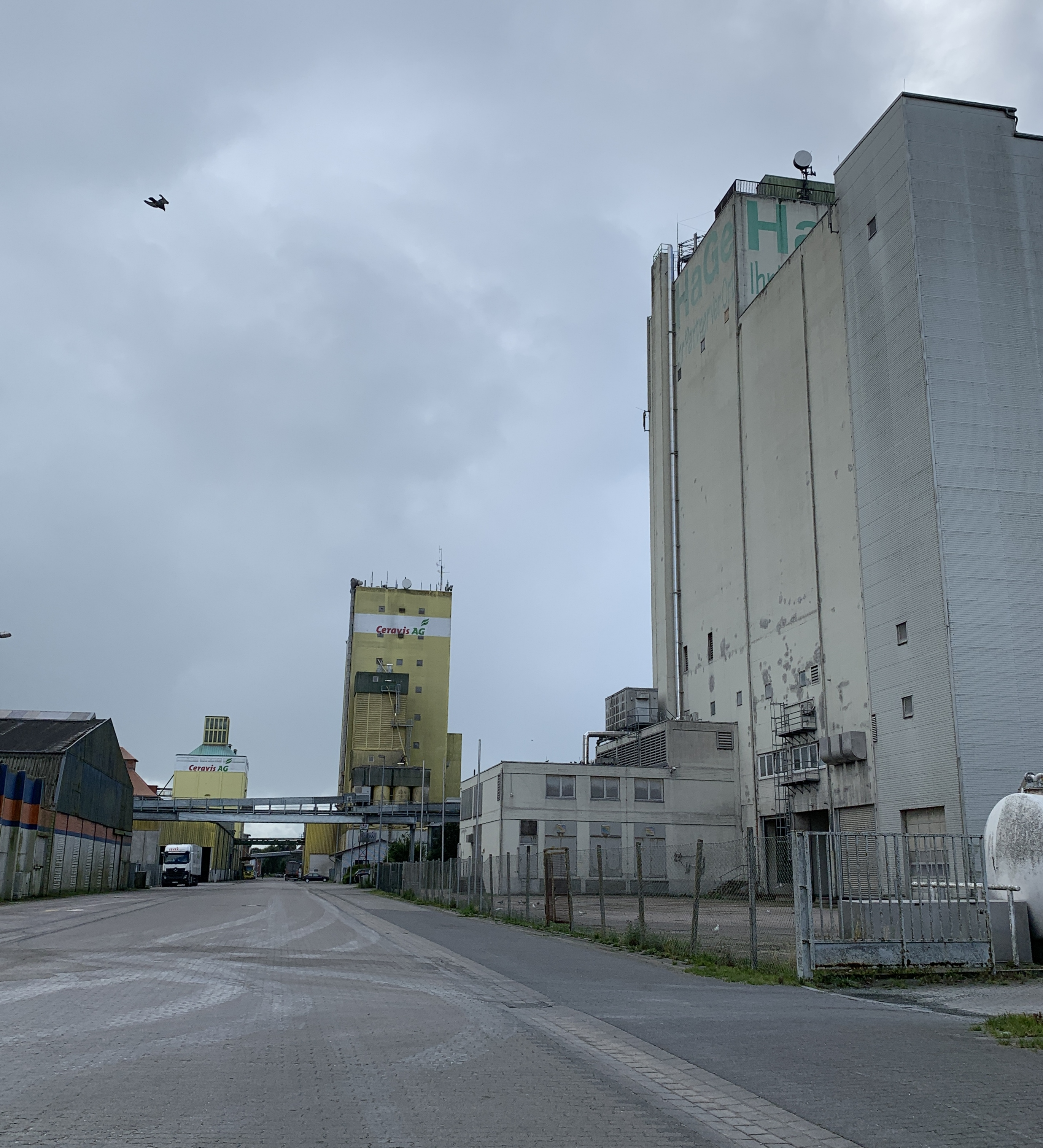
Kreishafen (Landseite Lieferverkehr)

Durch den Nord-Ostsee-Kanal verfügt Rendsburg über den Kreishafen mit einer Kailänge von 900 m für Seeschiffe sowie den Werfthafen der Werft Saatsee mit einem Bauhof des WSA Kiel-Holtenau. Außerdem gibt es zwei Hafenanlagen in der Obereider, eine davon wird nur noch für Ausflugsfahrten genutzt. Die andere liegt am Büdelsdorfer Ufer und wird durch die Firma ACO genutzt. Ebenfalls an der Obereider direkt am Obereider-See ist seit 2005 der einzige Serviceanbieter für den Wassersport in diesem Bereich der Obereider-Yachtservice ansässig. Die Werft Nobiskrug besitzt ebenfalls eine eigene Kaianlage, die lediglich durch die Werft selbst genutzt wird.
2011 wurden im Kreishafen rund 380.000 Tonnen Güter umgeschlagen. Auf der anderen Seite des Kanals in Osterrönfeld gibt es seit 2011 den auf Schwergut und Windkraftanlagenbauteile ausgerichteten Rendsburg Port mit zwei Liegeplätzen für Seeschiffe.

### Eisenbahn

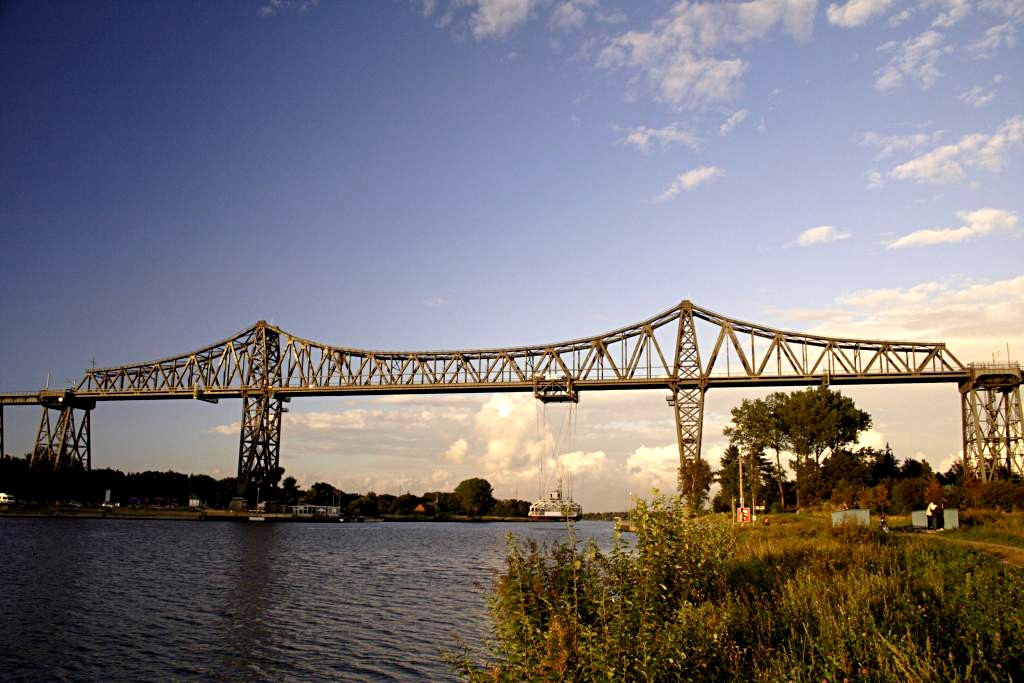
Die Rendsburger Hochbrücke

Der Bahnhof Rendsburg bietet Verbindungen im Eisenbahnfern- und -nahverkehr in Richtung Hamburg, Flensburg, Husum, Neumünster und Kiel sowie Padborg in Dänemark. Rendsburg wird neben den regelmäßig fahrenden Nahverkehrszügen auch durch einzelne Intercity-Züge bedient, mit denen unter anderem Hamburg, München und das dänische Aalborg erreichbar sind. Außerdem ist der Bahnhof durch die Anbindung an die Stadt Nortorf und die Gemeinde Owschlag wichtig für die Schülerbeförderung.
Die Rendsburger Hochbrücke über den Nord-Ostsee-Kanal wurde zwischen 1911 und 1913 aus Stahl gefertigt. Im Zuge der Bahnstrecke Neumünster–Flensburg wird ein Großteil des schleswig-holsteinischen Nord-Süd-Bahnverkehrs über diese historische Eisenbahn-Hochbrücke abgewickelt. Von dort aus haben Reisende einen weiten Blick über die Stadt und die meistbefahrene künstliche Wasserstraße der Welt. Unterhalb der Brücke befindet sich eine Rarität, eine Schwebefähre: deutschlandweit gibt es nur zwei, weltweit lediglich acht Fähren dieser Art.
Im Zusammenhang des Baus der Hochbrücke entstand auch die Rendsburger Schleife, eine an die Rendsburger Hochbrücke unmittelbar anschließende Kreiskehrsschleife. Sie wurde notwendig, um das Gefälle zwischen dem Rendsburger Bahnhof und der 40 m hohen Oberkante der Brücke zu überwinden. Innerhalb der Bahnstrecke bildete sich ein neuer Stadtteil namens Schleife.

### Straßenverkehr

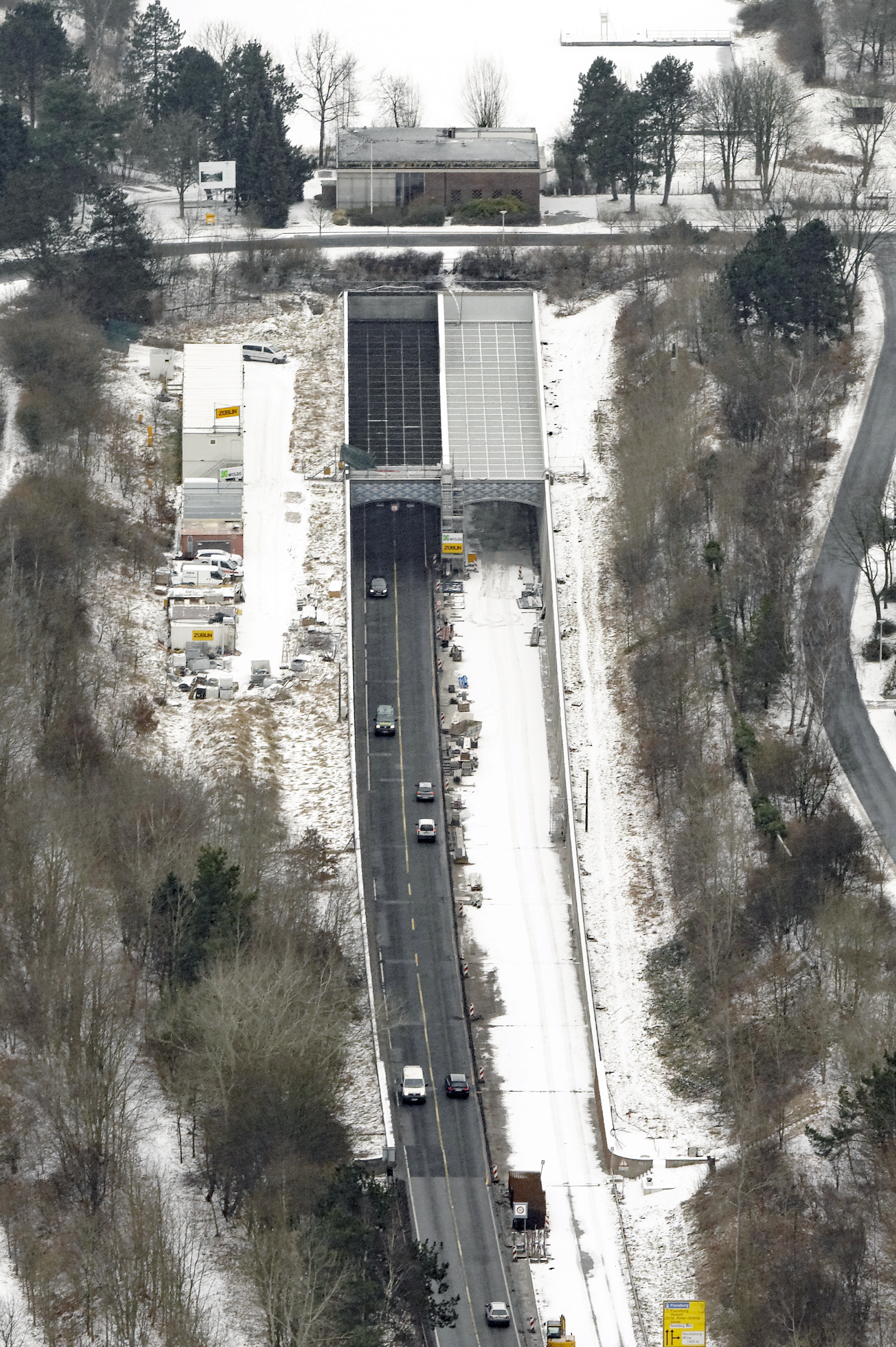
Einfahrt zum Tunnel unter den Nord-Ostsee-Kanal

Rendsburg liegt an den Bundesautobahnen A 7 und A 210. Außerdem verlaufen folgende Bundesstraßen durch das Stadtgebiet: B 77, B 202 und B 203. Die Bundesstraße 77 wird dabei auch als westliche Umgehung der Stadt genutzt und erschließt insbesondere die westlichen Industriegebiete und verbindet sie mit Kiel, da die B 77 über den Kanaltunnel an die A 210 angebunden ist. Die Bundesstraße 202 verläuft teils parallel zur B 77 und später zur B 203 und trennt sich im Nachbarort Fockbek auf in Richtung der Endpunkte.

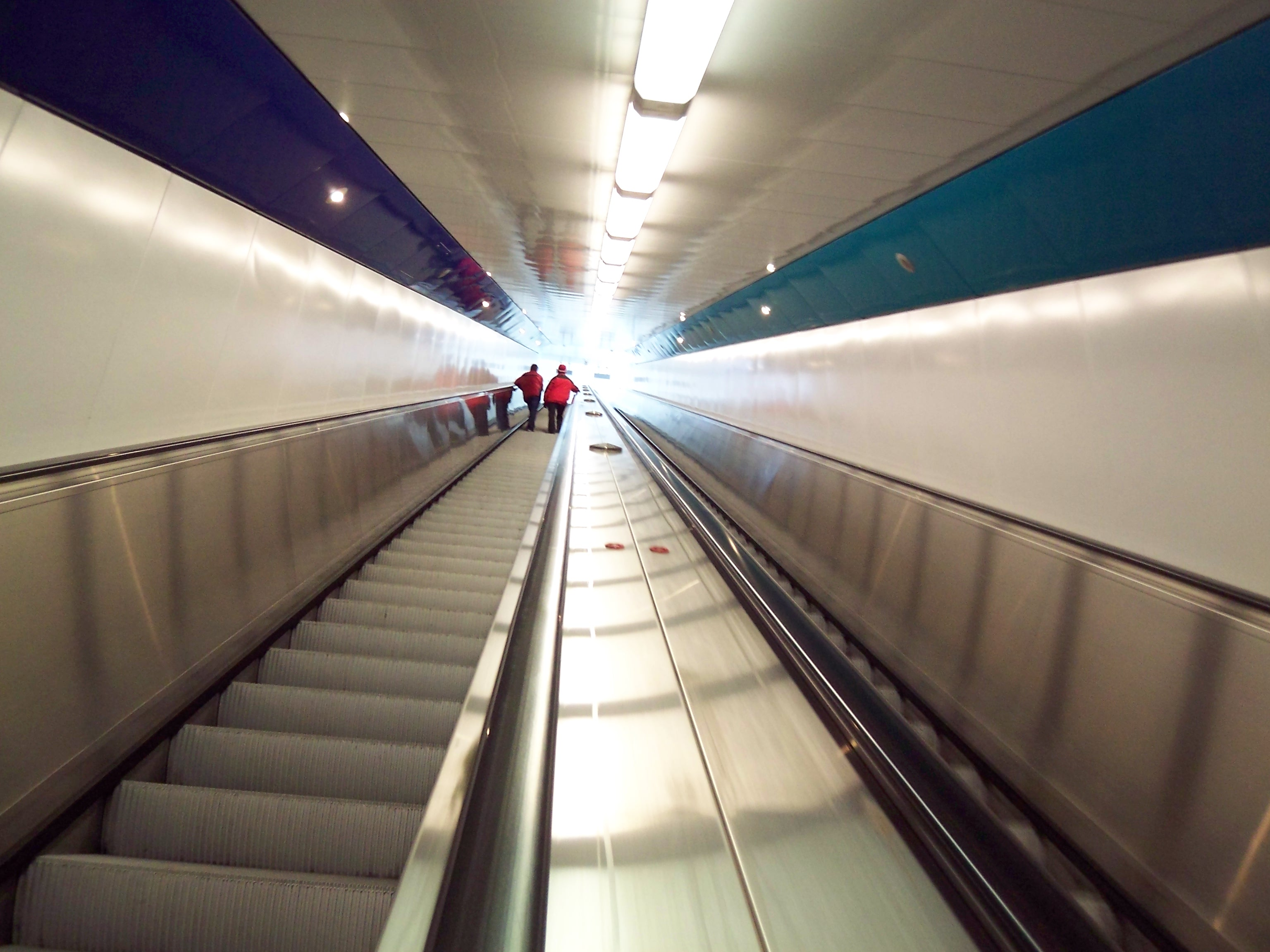
Ehemals längste Rolltreppe Europas im Fußgängertunnel des Nord-Ostsee-Kanals

Als Verkehrsknotenpunkt mit überregionaler Bedeutung gilt Rendsburg insbesondere auf Grund der vielen Überquerungsmöglichkeiten des Nord-Ostsee-Kanals. Neben dem in den 1960er Jahren eingeweihten Kanaltunnel gibt es die Schwebefähre, die Fähre Nobiskrug und die Rader Autobahnbrücke. Der Fußgängertunnel ermöglicht Radfahrern und Fußgängern die Unterquerung ohne Fähre. Der Zugang erfolgt über zwei Aufzüge und vier Fahrtreppen. Letztere haben eine Länge von je 55,9 Metern.

### Flugverkehr

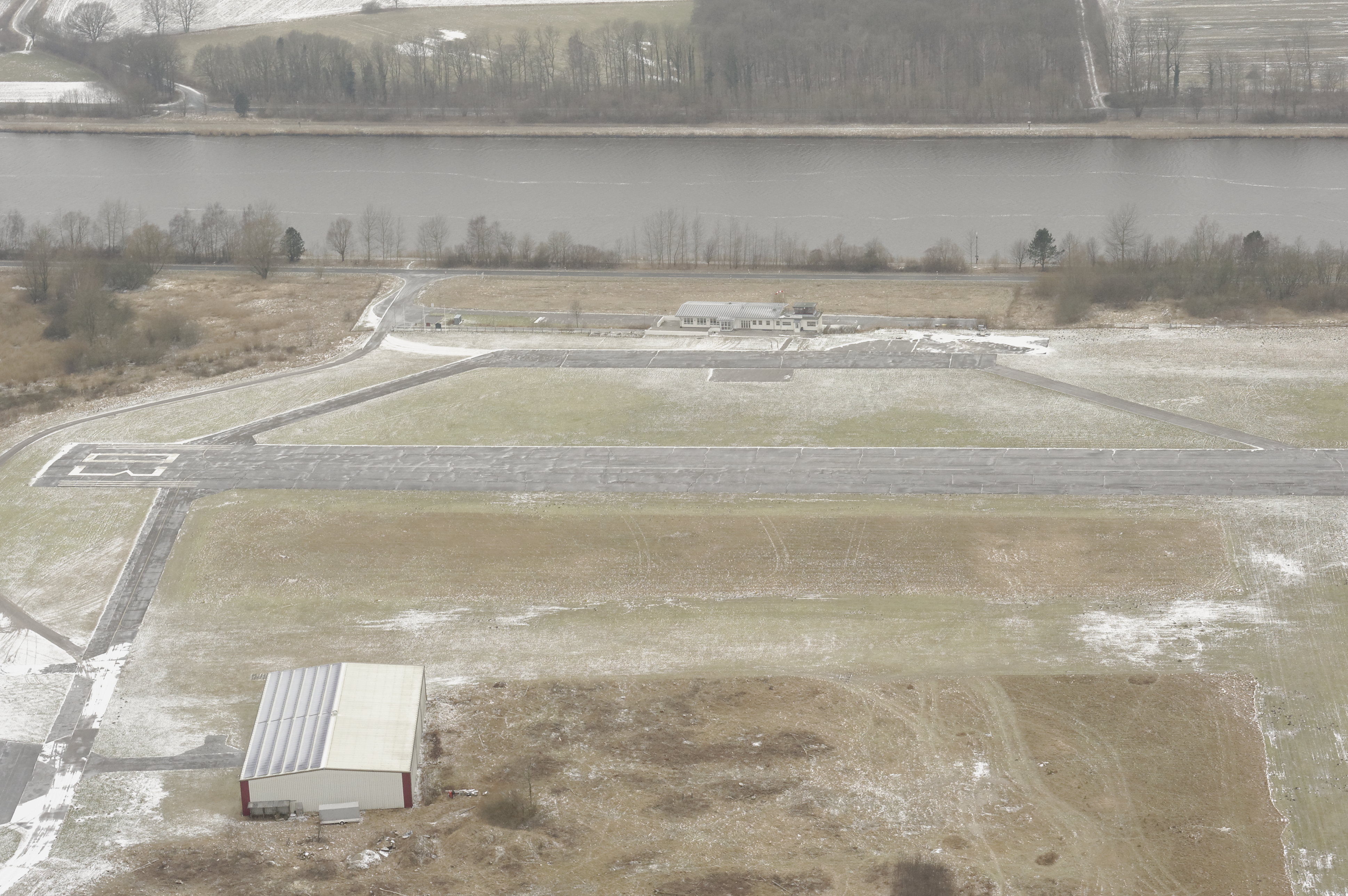
Der Verkehrslandeplatz Rendsburg-Schachtholm

Etwa zehn Kilometer südwestlich von Rendsburg befindet sich der Flugplatz Rendsburg-Schachtholm (Verkehrslandeplatz, ICAO-Code EDXR). Der nächstgelegene internationale Flughafen befindet sich in Hamburg in etwa 100 km Entfernung. Der Flugplatz ist Standort des Rettungshubschraubers Christoph 42.

### ÖPNV
Vom Zentralen Omnibusbahnhof (ZOB) fahren neben Stadtbussen auch regionale und überregionale Busse. Hier sind Fahrten in die Kreisstädte Heide, Schleswig und Husum sowie in weitere Orte wie Eckernförde oder Kappeln möglich. Ferner gibt es Busverbindungen nach Berlin, Hamburg und Kiel. Der Stadtverkehr, betrieben durch die Transdev Nord GmbH unter der Marke Norddeutsche Verkehrsbetriebe (NVB), unterhält verschiedene Linien, die neben vielen Zielen in der Stadt auch die Umlandgemeinden/-städte Büdelsdorf, Fockbek, Westerrönfeld, Osterrönfeld, Schülp, Schacht-Audorf, Rickert und Nübbel an die Stadt anbinden. Neben der Schülerbeförderung nimmt der Stadtverkehr auch die Aufgabe der Ämterverbindung wahr. Die Linie 19, die die einzige Linie ist, die nicht den ZOB ansteuert, verbindet die amtsangehörigen Gemeinden Rickert und Nübbel mit dem Amtssitz Fockbek. Zentrale Umsteigeorte sind ZOB, Schlossplatz und Stoppstraße.
Linienübersicht des Stadtverkehrs:
- Linien 1, 2, 3: Nobisfähre – Rendsburg ZOB – Fockbek
- Linien 5, 6, 7: Hochfeld – Rendsburg ZOB – Kolberger Straße
- Linien 10, 11, 12: Hohe Luft – Rendsburg ZOB – Büdelsdorf
- Linie 15: Eiderpark – Rendsburg ZOB
- Linie 16: Schacht-Audorf – Osterrönfeld – Rendsburg ZOB (betrieben durch Graf Recke)
- Linie 17: Rendsburg ZOB – Westerrönfeld – Schülp
- Linie 17A: Rendsburg ZOB – Westerrönfeld Schule – Osterrönfeld Schule
- Linie 18: Paradeplatz – Rendsburg ZOB – Ahlmannstraße – Klinter Friedhof
- Linie 19: Nübbel – Fockbek – Rendsburg – Büdelsdorf – Rickert

## Bildung

### Allgemeinbildende Schulen
Schülerzahlen der Allgemeinbildenden Schulen aus dem Schuljahr 2020/2021
- Grundschulen (GS)
  - GS Obereider, Pastor-Schröder-Straße (190 Schüler in 8 Klassen)
  - Schule Rotenhof, Ahlmannstraße (281 Schüler in 15 Klassen)
  - GS Mastbrook, Ostlandstraße (208 Schüler in 9 Klassen)
  - GS Nobiskrug, Nobiskrüger Allee (123 Schüler in 5 Klassen)
  - GS Neuwerk (Moltkeschule), Moltkestraße (236 Schüler in 11 Klassen)
- Gemeinschaftsschulen (GemS)
  - Schule Altstadt (Europaschule), An der Bleiche (475 Schüler in 27 Klassen)
  - GemS Christian-Timm-Schule (Europaschule), Kieler Straße (484 Schüler in 23 Klassen)
  - Ejderskolen (GS, GemS und FöZ), Prof.-Koopmann-Straße (129 Schüler in sieben Klassen)
  - Privatschule Mittelholstein (GS, Gym, Ersatzschule), Schleswiger Chaussee (139 Schüler in elf Klassen)
- Gymnasien
  - Helene-Lange-Gymnasium, Ritterstraße (998 Schüler in 38 Klassen)
  - Herderschule (Europaschule), Am Stadtsee (603 Schüler in 25 Klassen)
  - Gymnasium Kronwerk, Eckernförder Straße (644 Schüler in 26 Klassen)
- Freie Schulen
  - Neue Waldorfschule, Nobiskrüger Allee 75 (158 Schüler in acht Klassen)
- Förderzentren (FöZ)
  - FöZ Lernen, Ahlmannstraße (13 Schüler in 1 Klasse (352 Betreute))
  - FöZ Geistige Entwicklung (Schule Hochfeld), Aalborgstraße (125 Schüler in 16 Klassen)
  - FöZ Sprachen (Sternschule), elf Standorte im Kreis Rendsburg-Eckernförde

### Berufsbildende Schulen
Schülerzahlen aus dem Schuljahr 2020/2021
- Berufsbildungszentrum am Nord-Ostsee-Kanal, Herrenstraße (3079 Schüler in 195 Klassen)
- Berufsbildungszentrum Rendsburg-Eckernförde, Kieler Straße (2848 Schüler in 170 Klassen)
- Bildungszentrum der Schön Klinik Rendsburg, Lilienstraße (k. A.)
- Johanniter-Nord-Akademie (Campus Rendsburg), P.-H.-Eggerstraße (k. A.)
- Gehörlosenfachschulen (div. Fachrichtungen), Arsenalstraße

### Weitere Bildungseinrichtungen
- Nordkolleg Rendsburg, Akademie für kulturelle Bildung, Am Gerhardshain
- Lehranstalt (DEULA) für Umwelt und Technologie, Landwirtschaft, Gartenbau und Garten-/Landschaftsbau, Grüner Kamp
- Rehabilitationszentrum für Hörgeschädigte der Diakonie, Johann-Wilhelm-Geiger-Weg
- Die Volkshochschule Rendsburger Ring e. V., Arsenalstraße

### Ehemalige Bildungseinrichtungen
- Koloniale Frauenschule Rendsburg (1926–1945)
- AKAD – Fachhochschule Rendsburg (wurde im Jahr 2002 geschlossen, neuer Standort Pinneberg)
- Freie Waldorfschule Rendsburg (1950–2018)

## Persönlichkeiten

### Ehrenbürger der Stadt Rendsburg
Sieben Persönlichkeiten wurde bis dato die Ehrenbürgerschaft der Stadt Rendsburg verliehen:
- Friedrich von Hessen-Kassel (* 24. Mai 1771 in Gottorp; † 24. Februar 1845 in Panker), General und Statthalter von Schleswig-Holstein
- Friedrich Wilhelm Christian Göricke (* 4. Januar 1765 in Barmstedt; † 4. April 1851), Regimentschirurg
- Wilhelm Eduard Wiggers (* 23. Februar 1815 in Rendsburg; † 14. Februar 1892 ebenda), Justizrat und Politiker
- Johannes Gottlob Heinrich Lehmann (* 14. Mai 1823 in Rendsburg; † - ), Apotheker
- Alfred Graf von Waldersee (* 8. April 1832 in Potsdam; † 5. März 1904 in Hannover), kommandierender General
- Claus Henning Friedrich Brütt (* 29. Oktober 1844 in Marne; † 10. Juli 1921), Landrat des Kreises Rendsburg
- Hans Bredow (* 26. November 1879 in Schlawe, Pommern; † 9. Januar 1959 in Wiesbaden), Hochfrequenztechniker

## Film
- Die Deutsche Frauen-Kolonialschule Rendsburg (1937, Produktion Paul Lieberenz, Erscheinungsjahr und Verleih: 1974 bei IWF Wissen und Medien gGmbH Göttingen.)
- Polnische Ostern (2011)